# Biserica de lemn din Ciurila

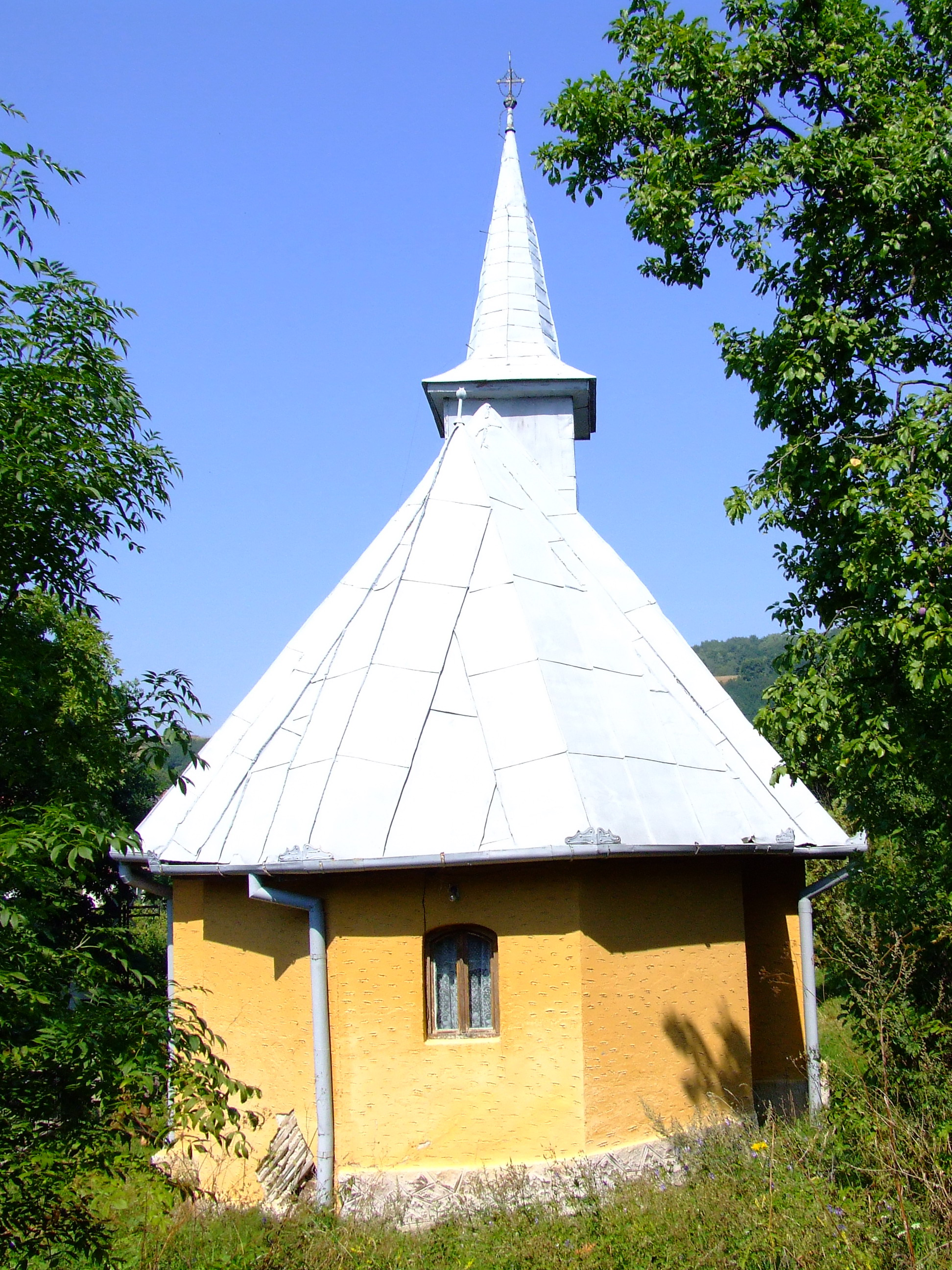
Biserica de lemn din Ciurila, județul Cluj, 2008.

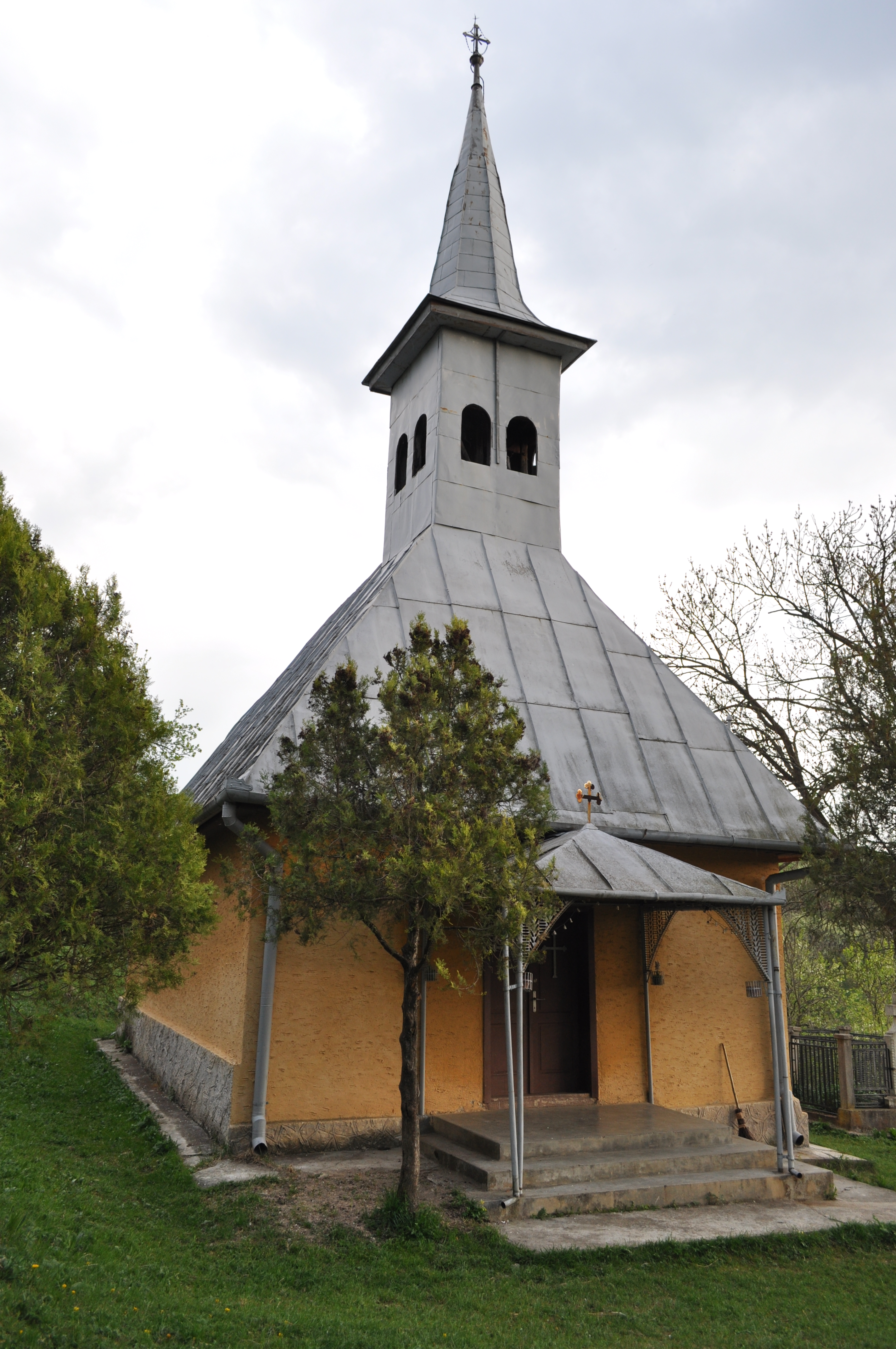
Biserica de lemn Intrarea în biserică a Maicii Domnului din Ciurila, județul Cluj, foto: aprilie, 2011.

Biserica de lemn din Ciurila, comuna Ciurila, județul Cluj, aflată pe o culme cu pomi fructiferi, oferă o frumoasă perspectivă asupra satului. Este încă folosită de credincioșii din această parohie. A suferit modificări atât în interior cât și în exterior. Nu se regăsește pe lista monumentelor istorice.

## Istoric
Satul Ciurila este așezat în partea dreaptă a drumului ce duce de la Turda la Cluj-Napoca, prin satul Lita, înainte de intrarea în satul Lita. Se învecinează cu satele Lita, Hășdate, Vălișoara și Filea de Jos. Deși datele disponibile sugerează înființarea parohiei Ciurila doar în anul 1711, existența satului și a parohiei este mult mai veche.
Satul este așezat pe o vale la poalele unor dealuri. Ocupația de bază a locuitorilor este agricultura și creșterea vitelor. În ciuda faptului că nu este o așezare prea populată, Ciurila este reședință de comună.
În jurul anului 1733 parohia avea biserică și casă parohială și număra 105 persoane. Actuala biserică a fost construită în anul 1893, din lemn, având formă de navă. În prezent clădirea bisericii este foarte șubredă. Exceptând câteva cărți mai vechi, în patrimoniul bisericii nu există obiecte de valoare istorică sau artistică.
În ceea ce privește preoții care au slujit în parohia Ciurila, știm că pe la anul 1733 era preot popa Dămian. Din lipsă de date, nu se cunoaște preotul care a funcționat până la sfârșitul secolului al XVIII-lea. Se știe doar că în aceeași perioadă a fost și preotul Ursu Csurilai. Acestuia îi urmează fiul său Gavril Csurilai, care a funcționat pe la anul 1842, urmat de fiul său Vasile Ciurilean, fratele fostului prefect de legiuni din anii 1848-1849, Ioan Ciurilean.
După preotul Ioan Tămaș, parohia este administrată de preotul Șerban Victor, până în jurul anilor 1960-1965. După ce parohia rămâne vacantă o vreme, este din nou ocupată de preotul Marțian Tiberiu până în anul 1970. Alți preoți care au slujit în parohia Ciurila: Tomasciuc Vasile, Tulbure Gheorghe, Onuț Mirisan, Macarie Vasile, Perta Valentin, Cicșa Sabin, Puiu Daniel, Câmpean Iuliu.

## Imagini din exterior

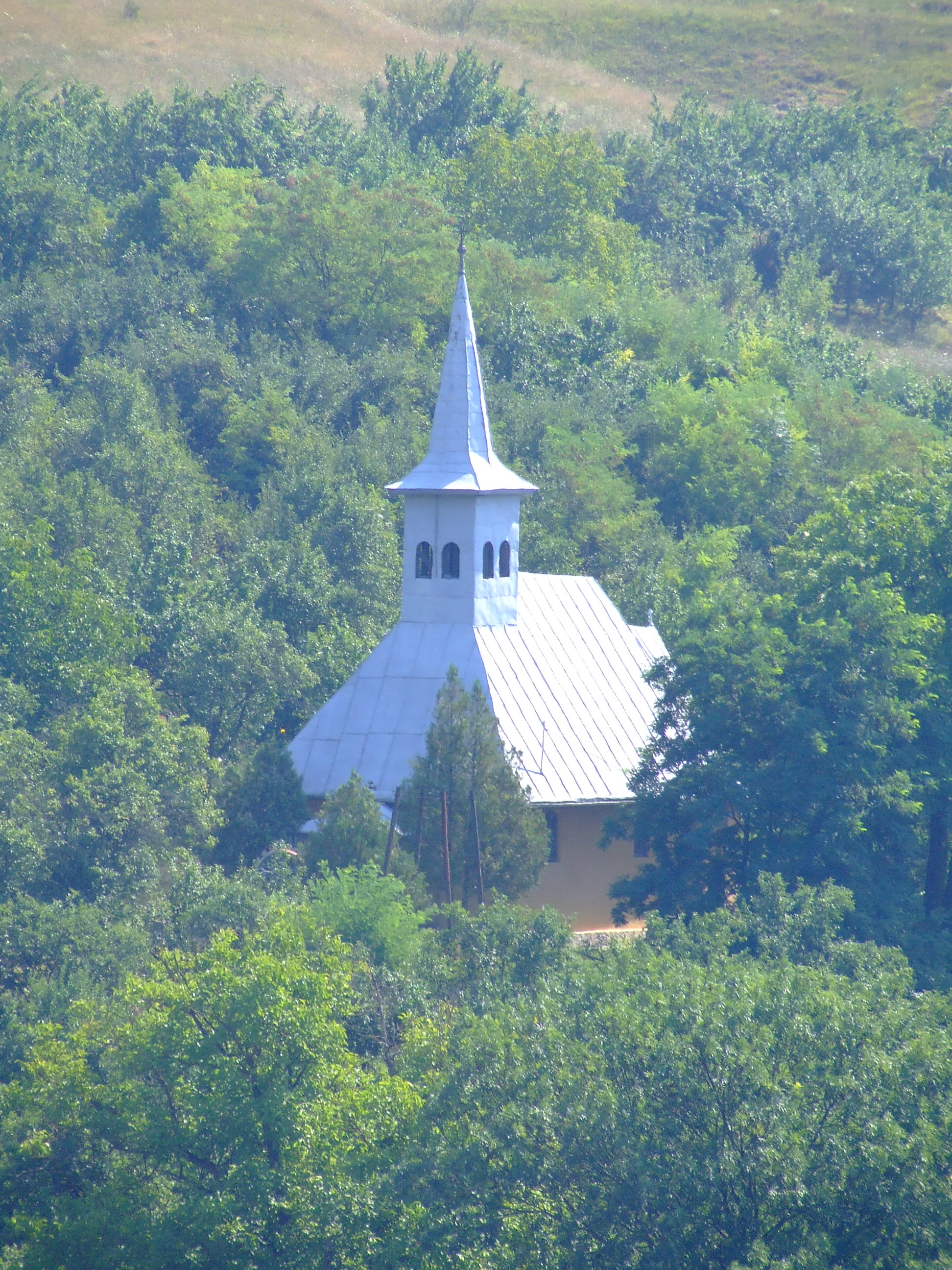
Vedere din centrul satului
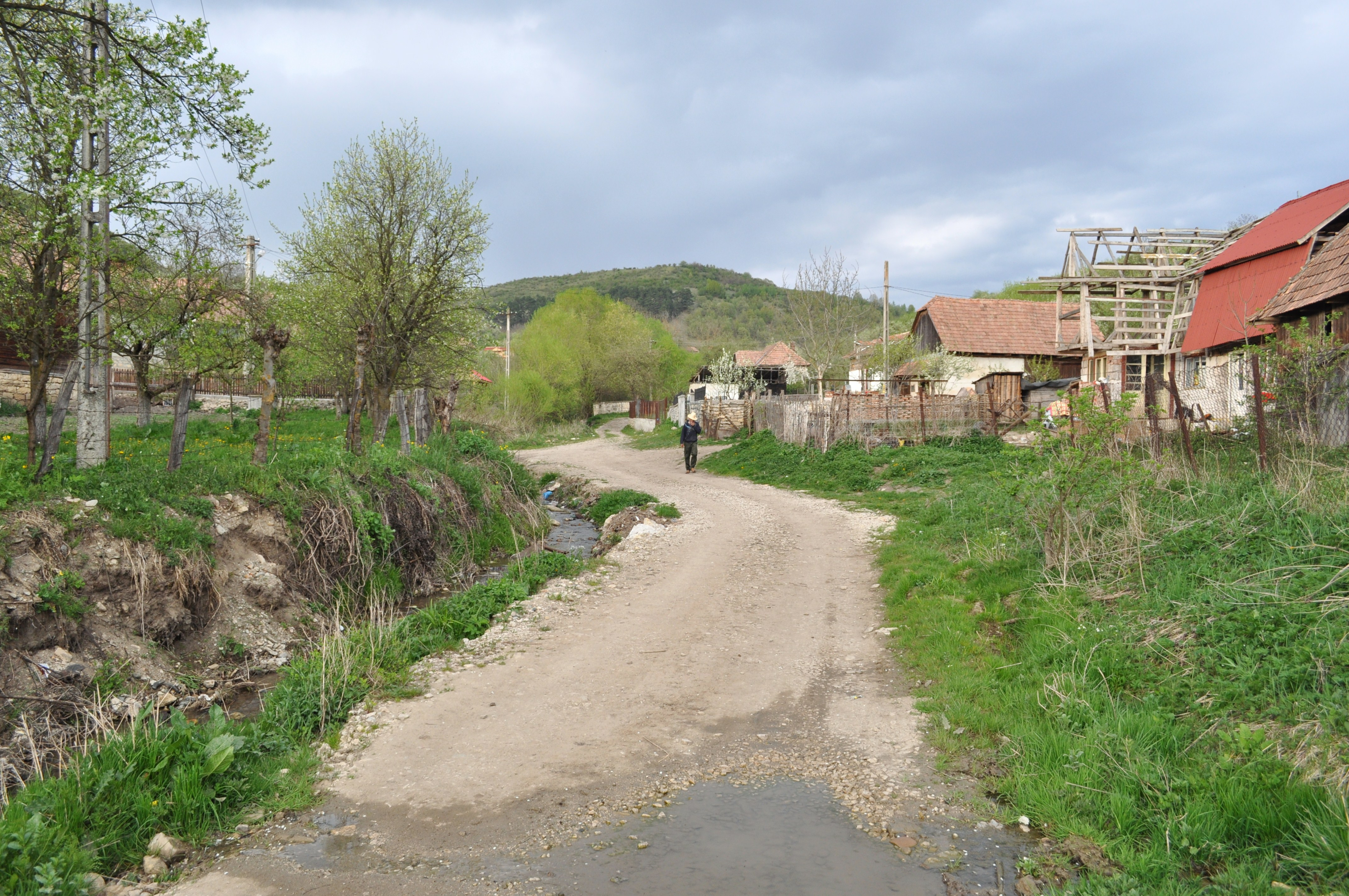
Drumul spre biserică
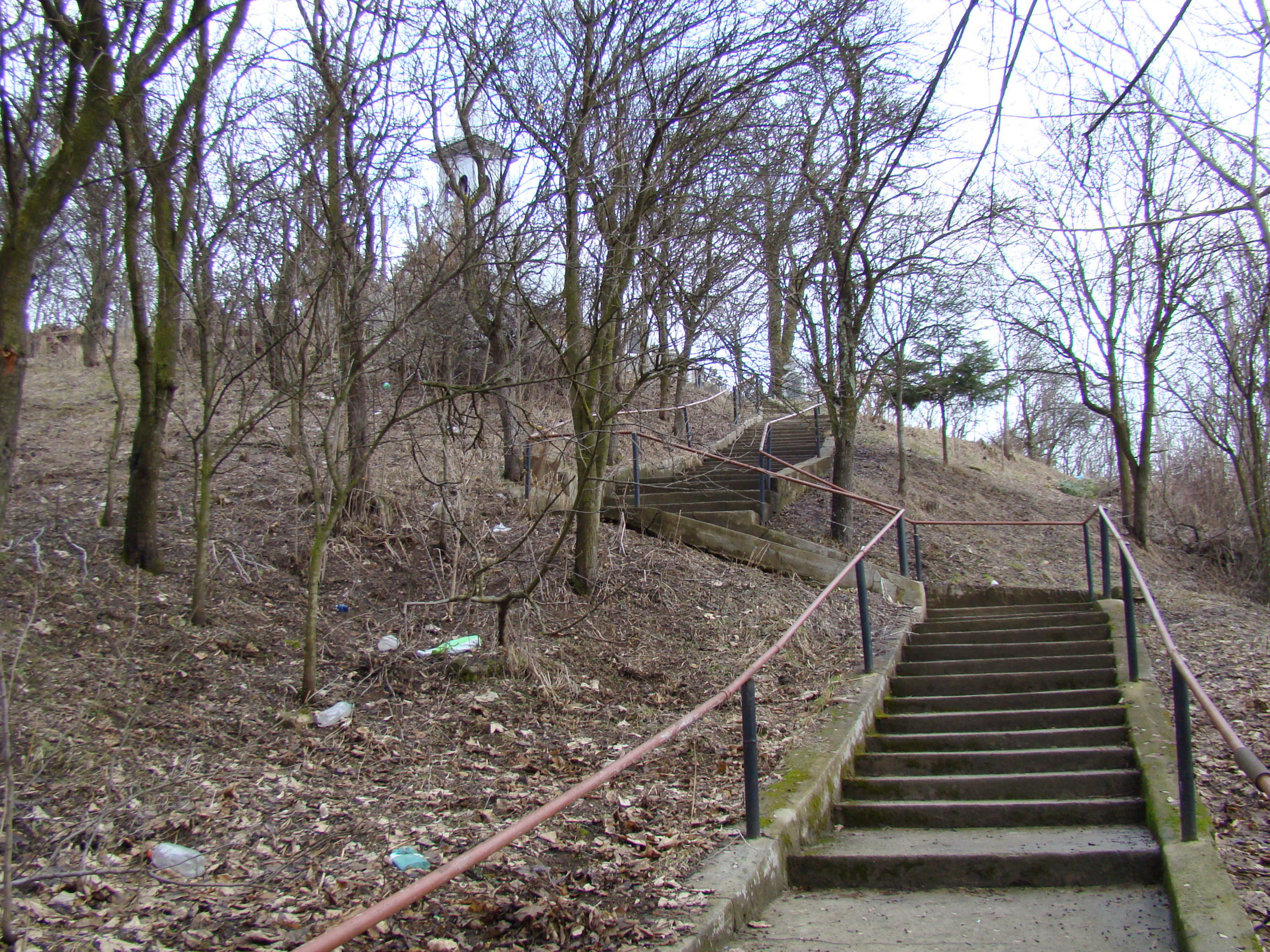
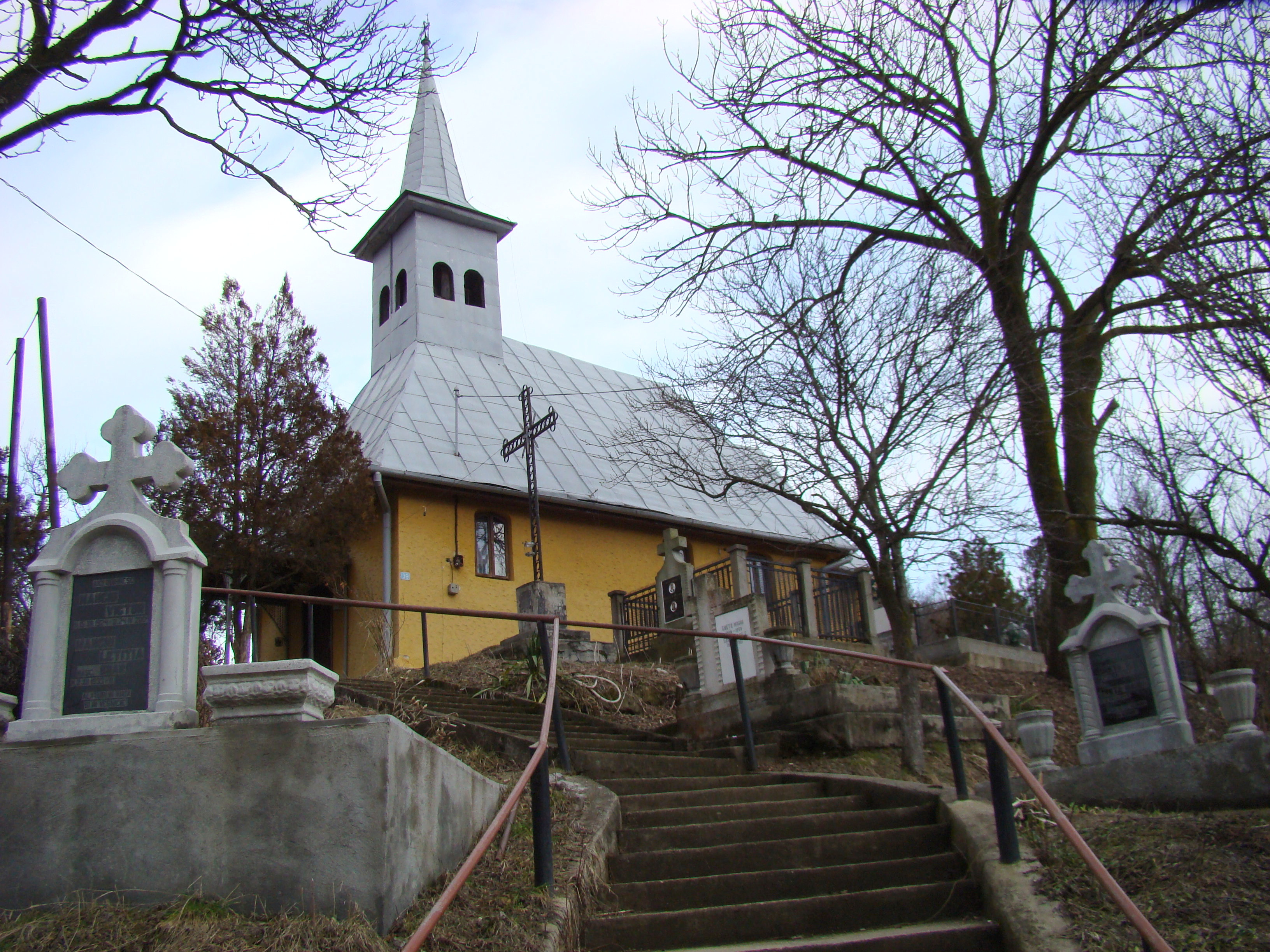
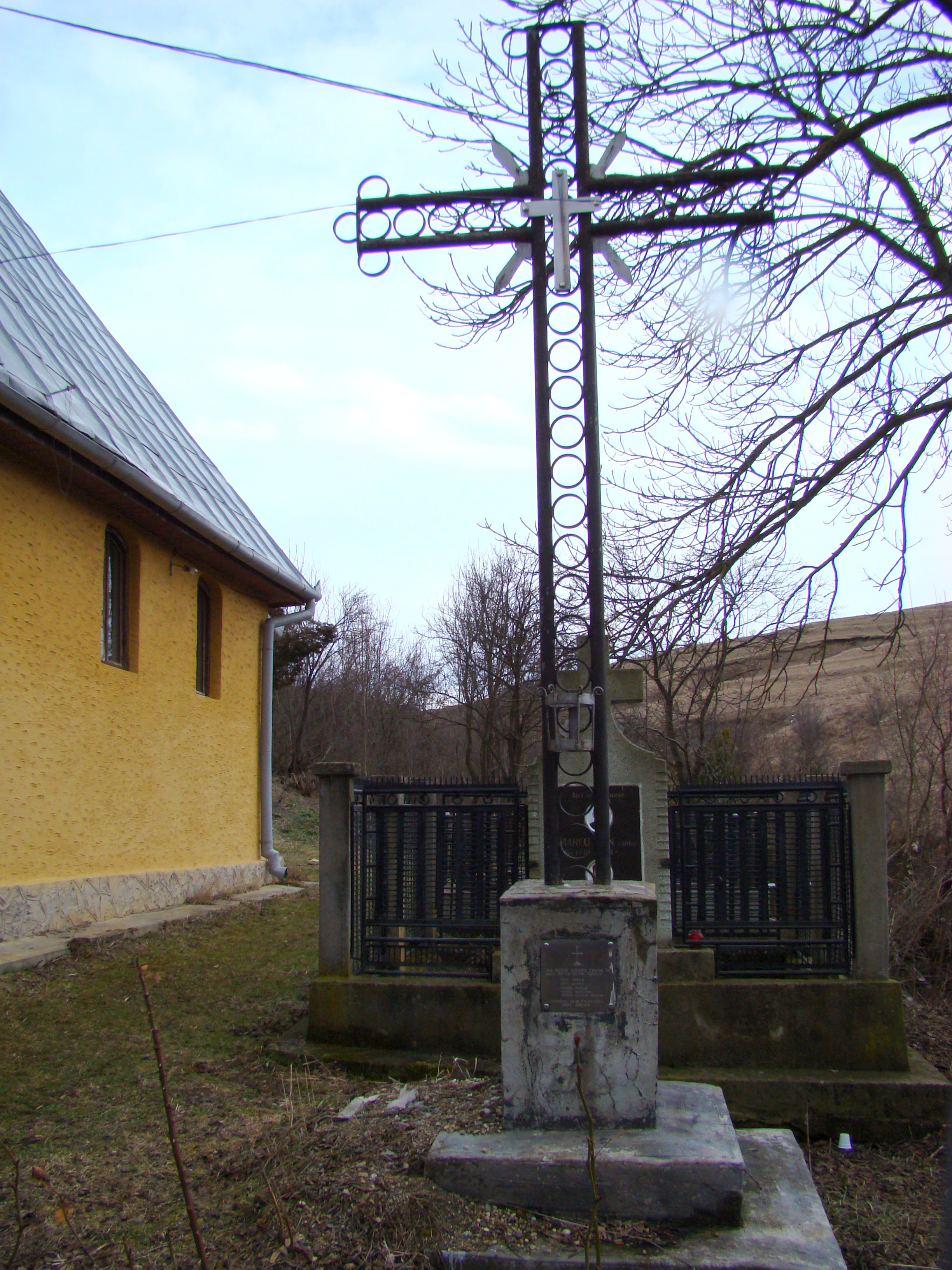
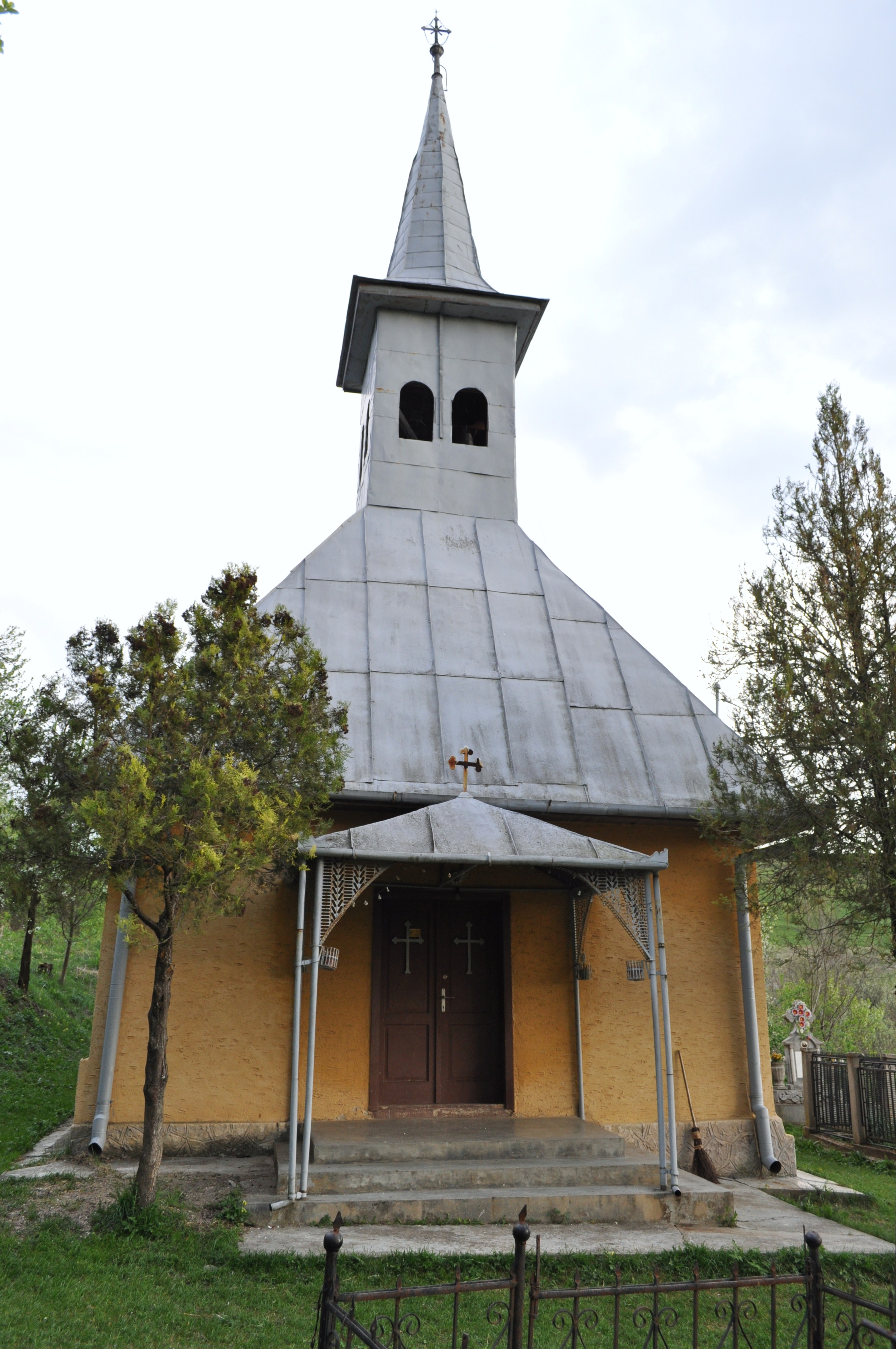
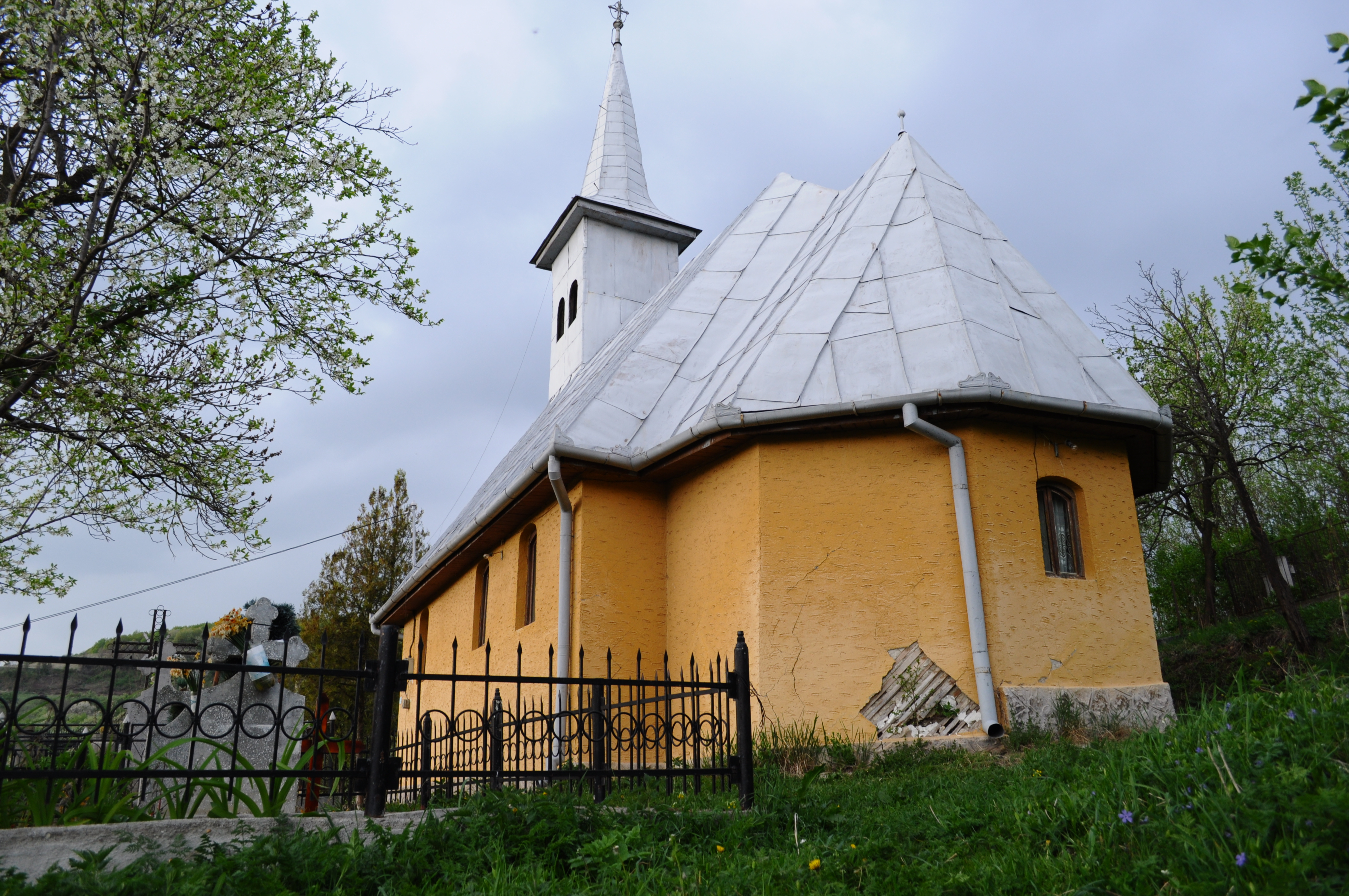
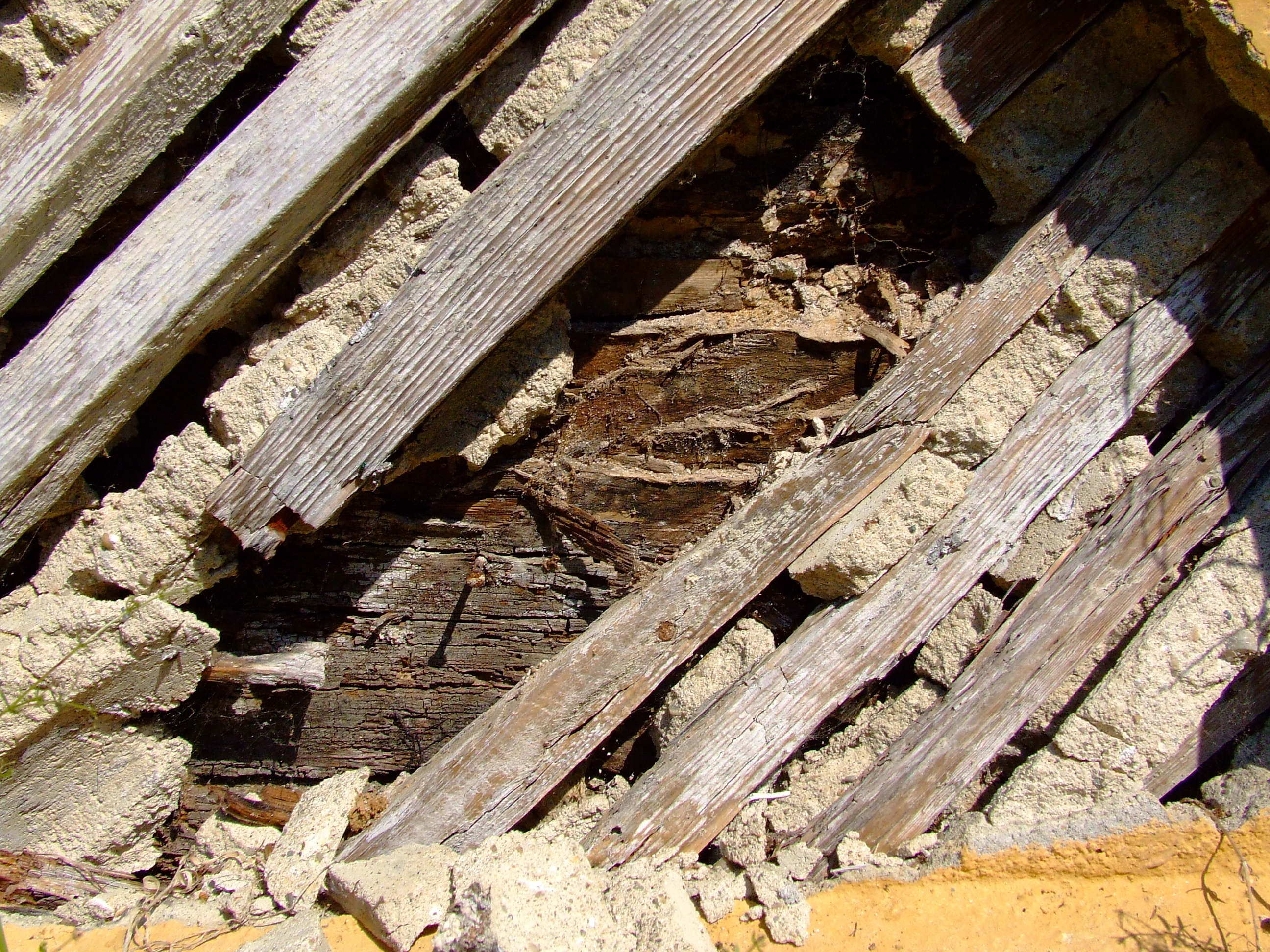
Lemnul pereţilor, sub tencuială
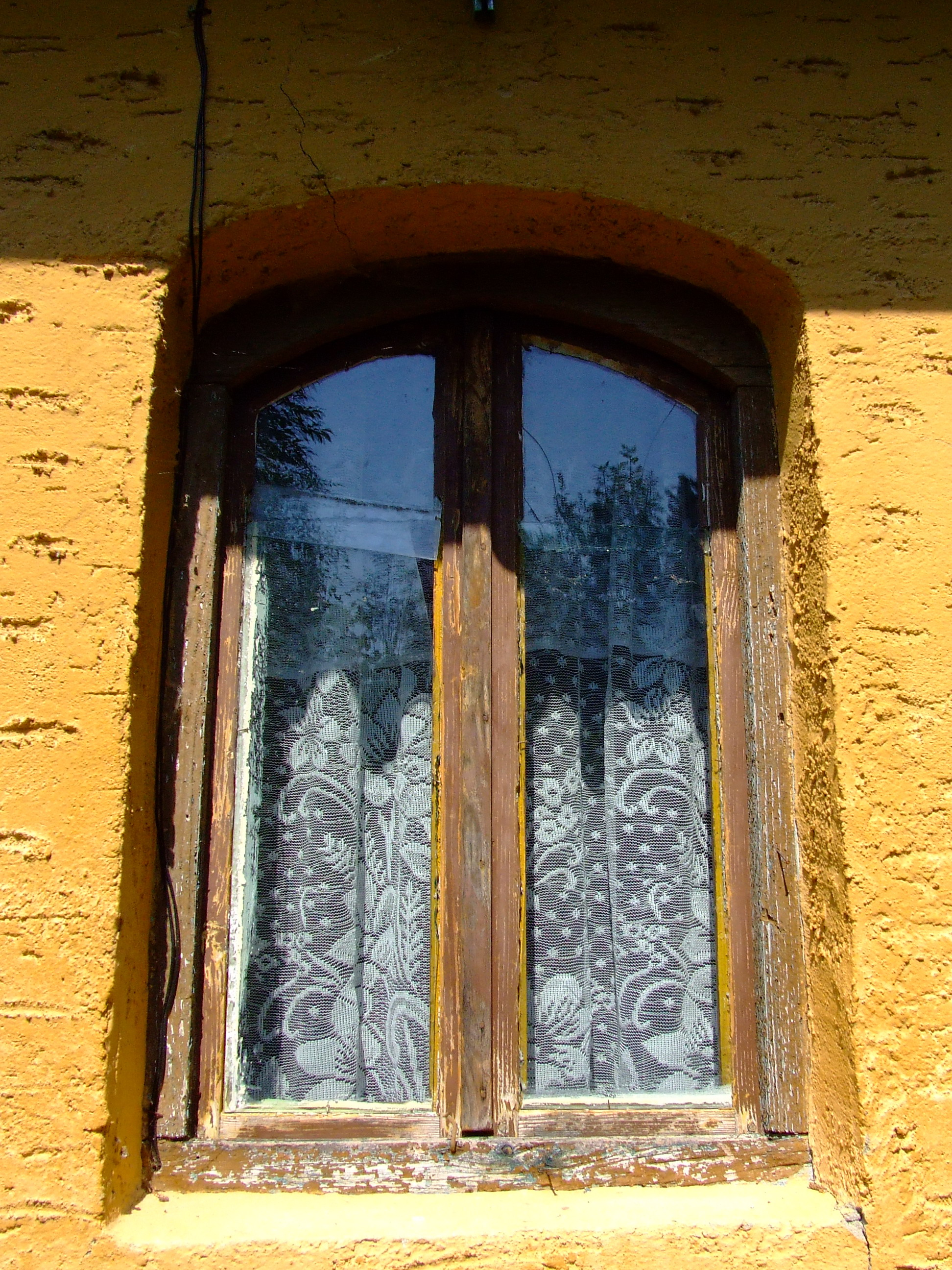
Fereastră
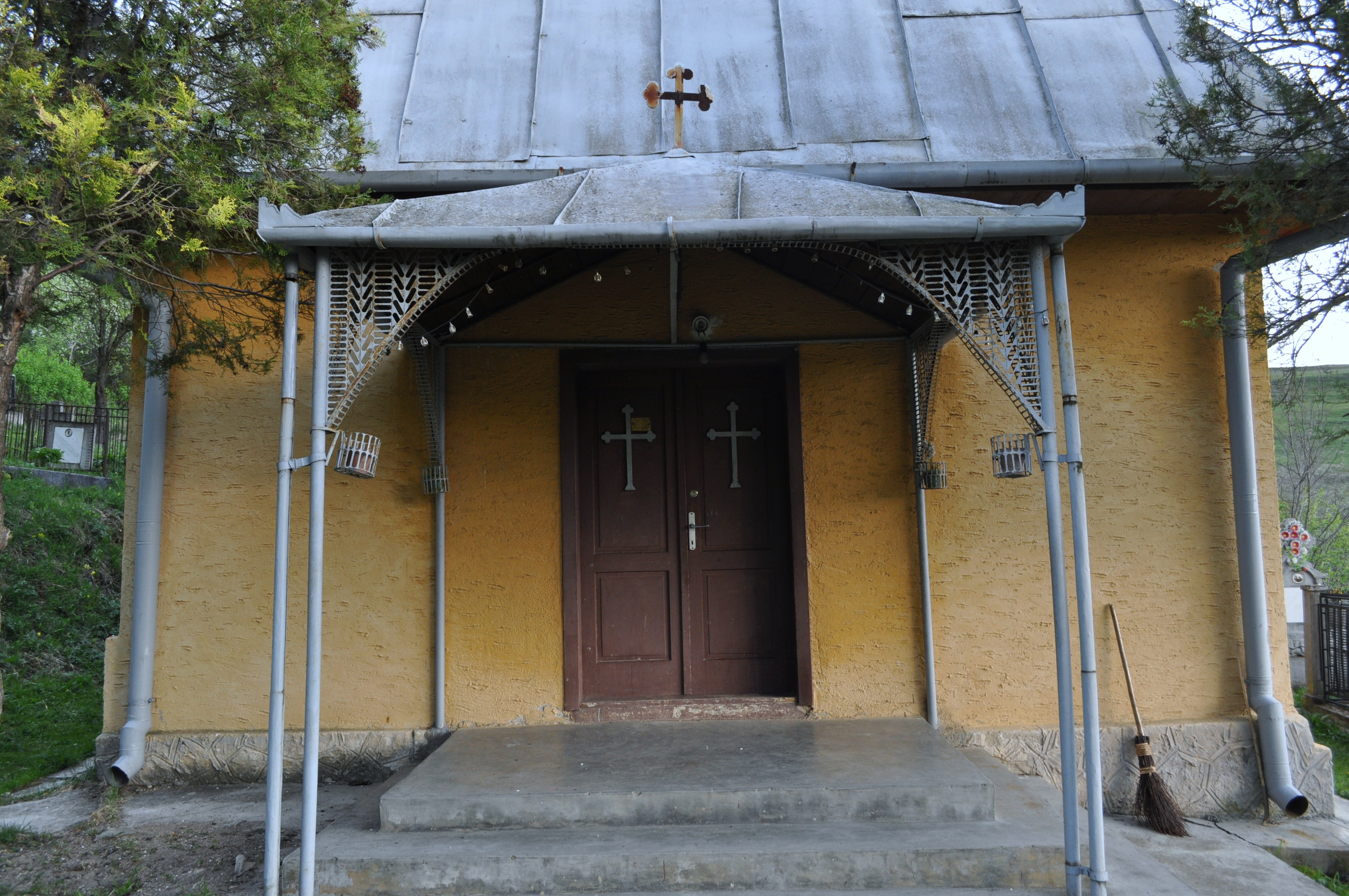
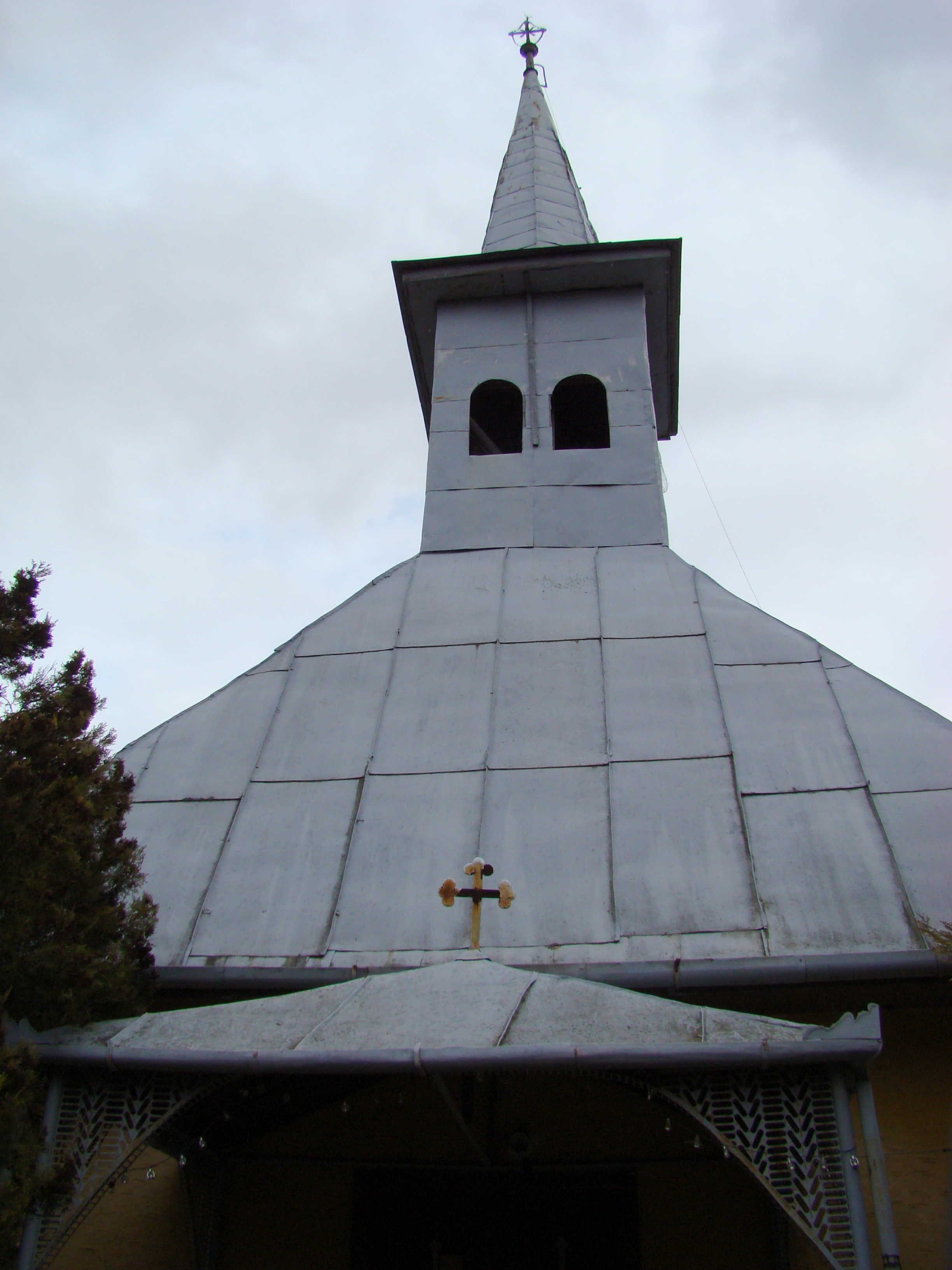
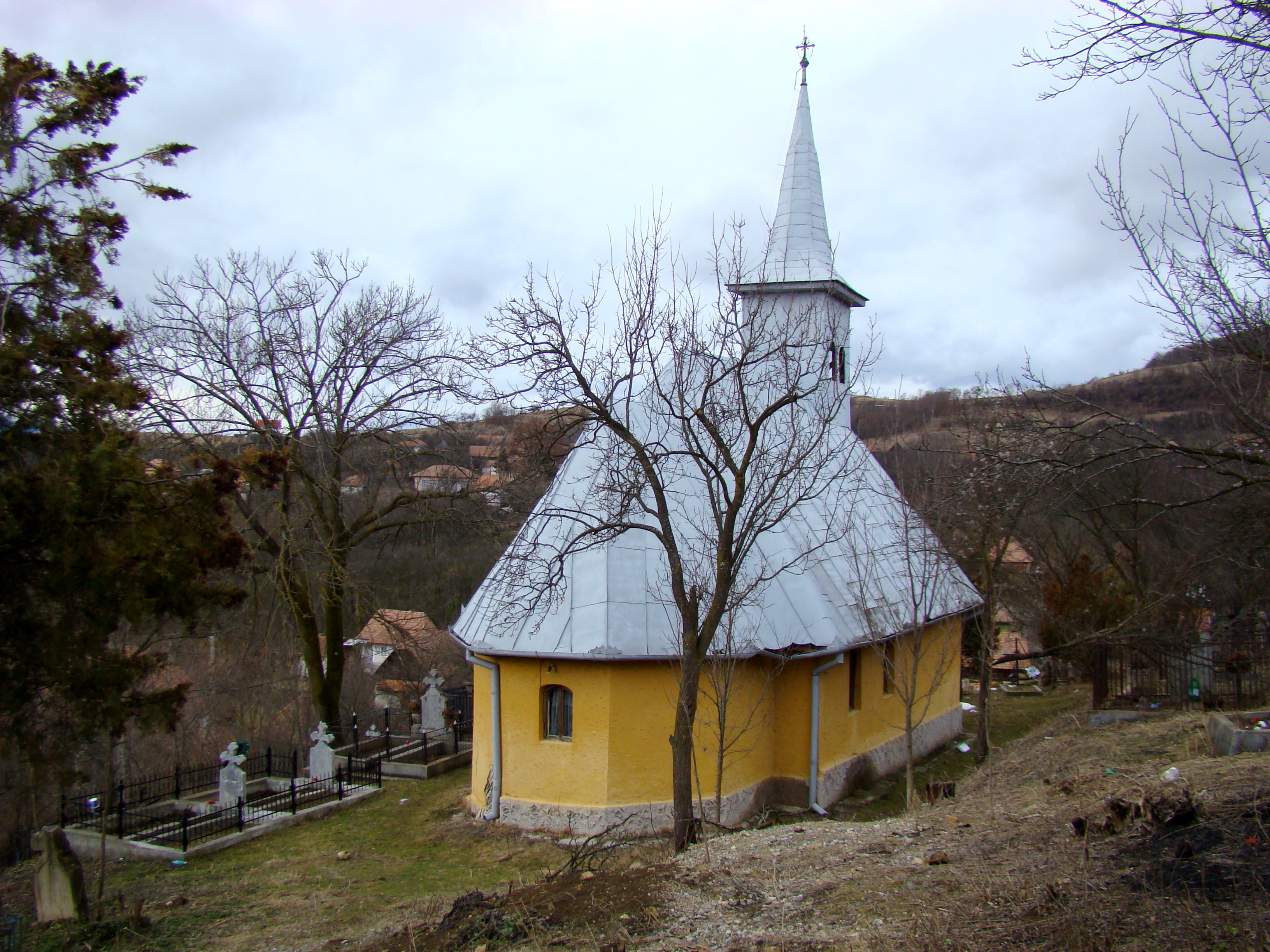
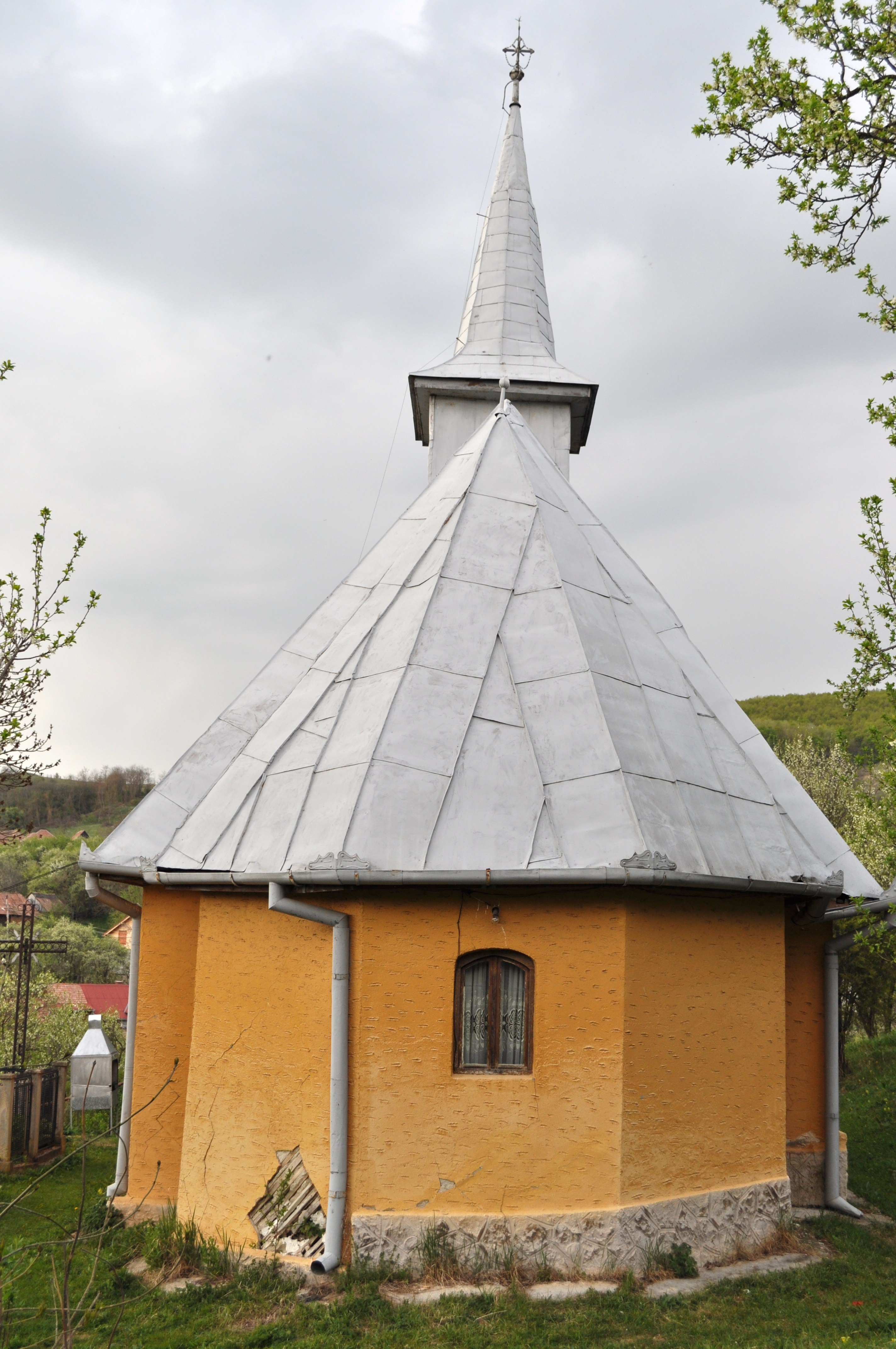
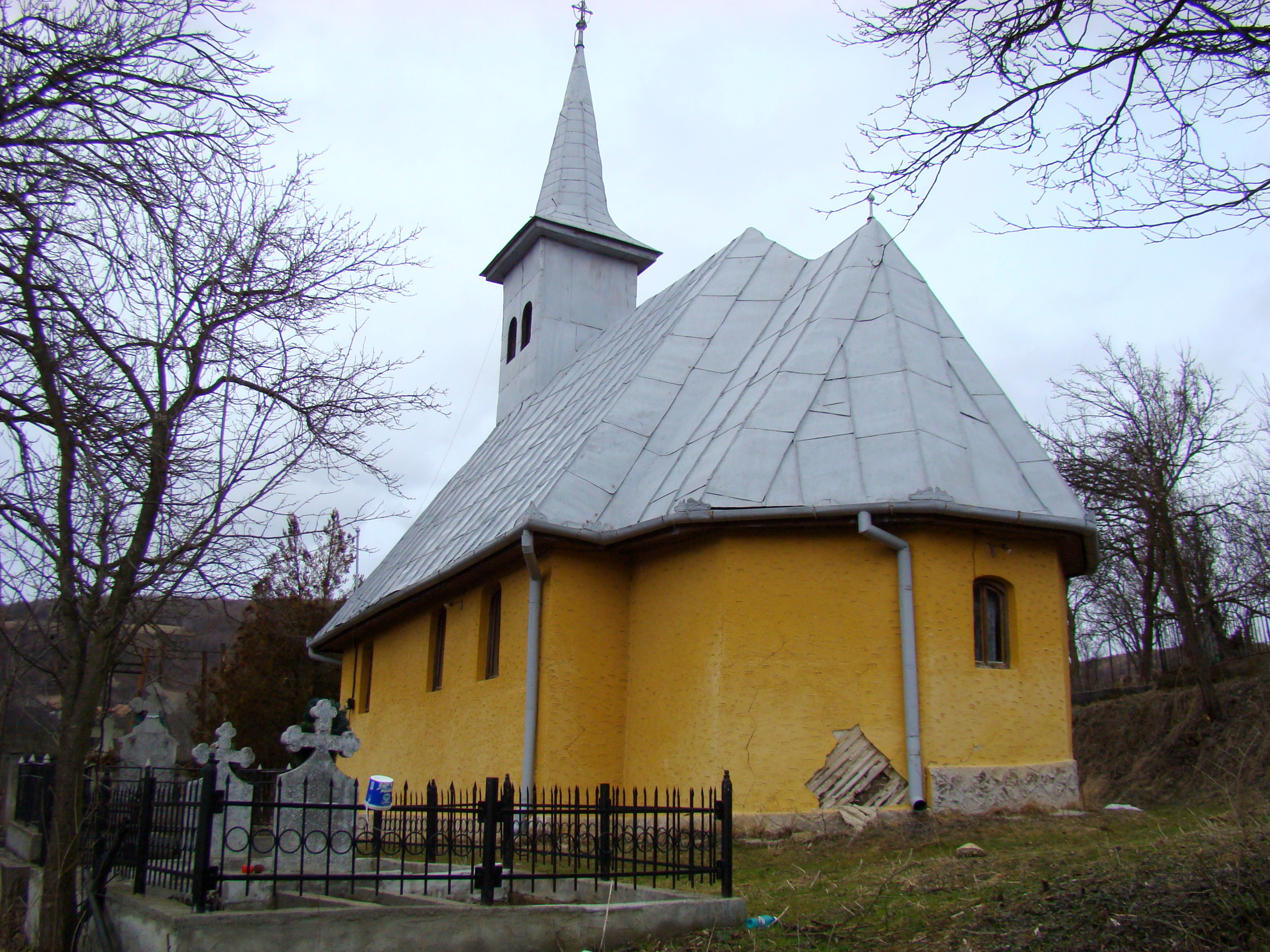
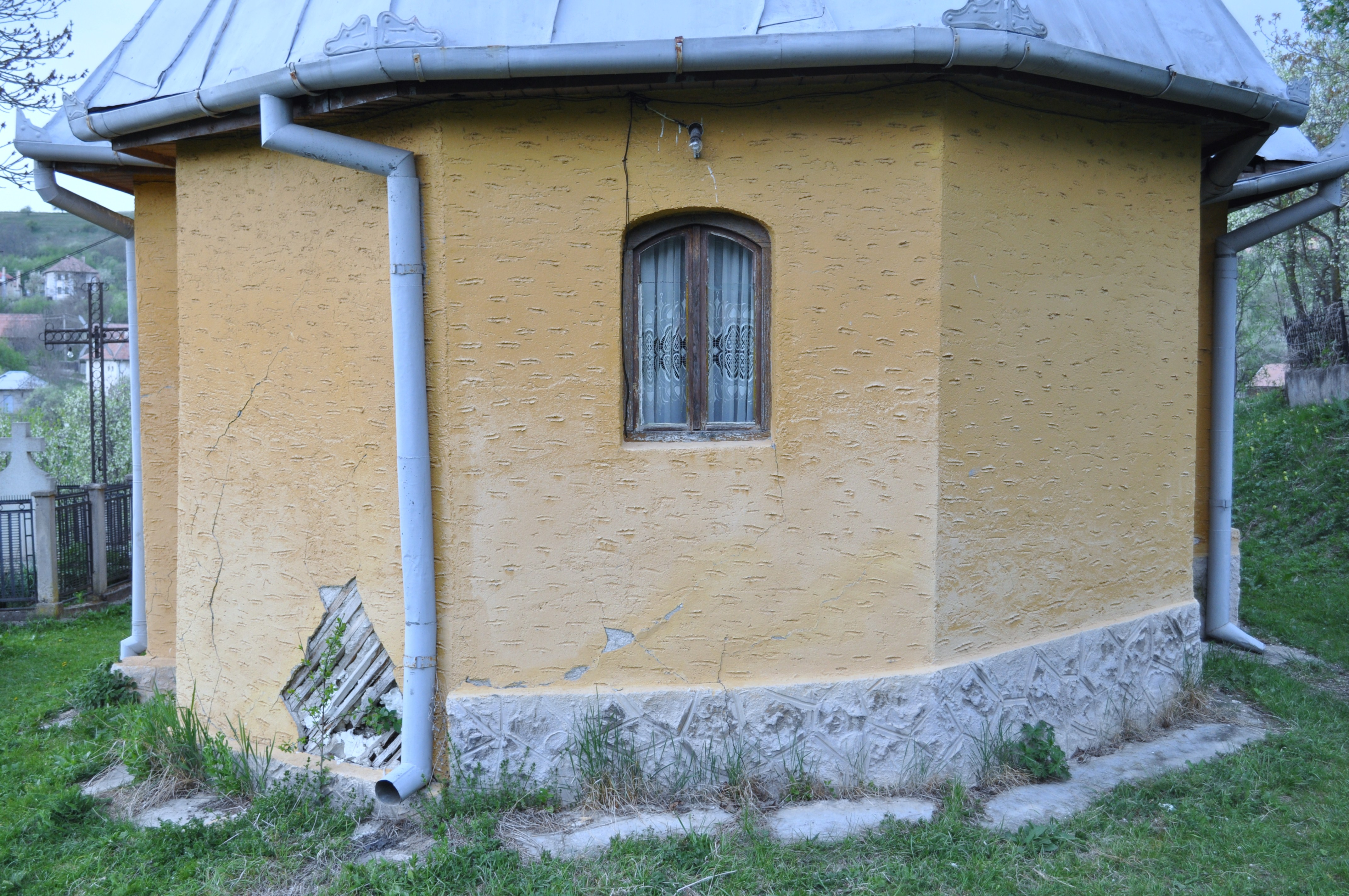
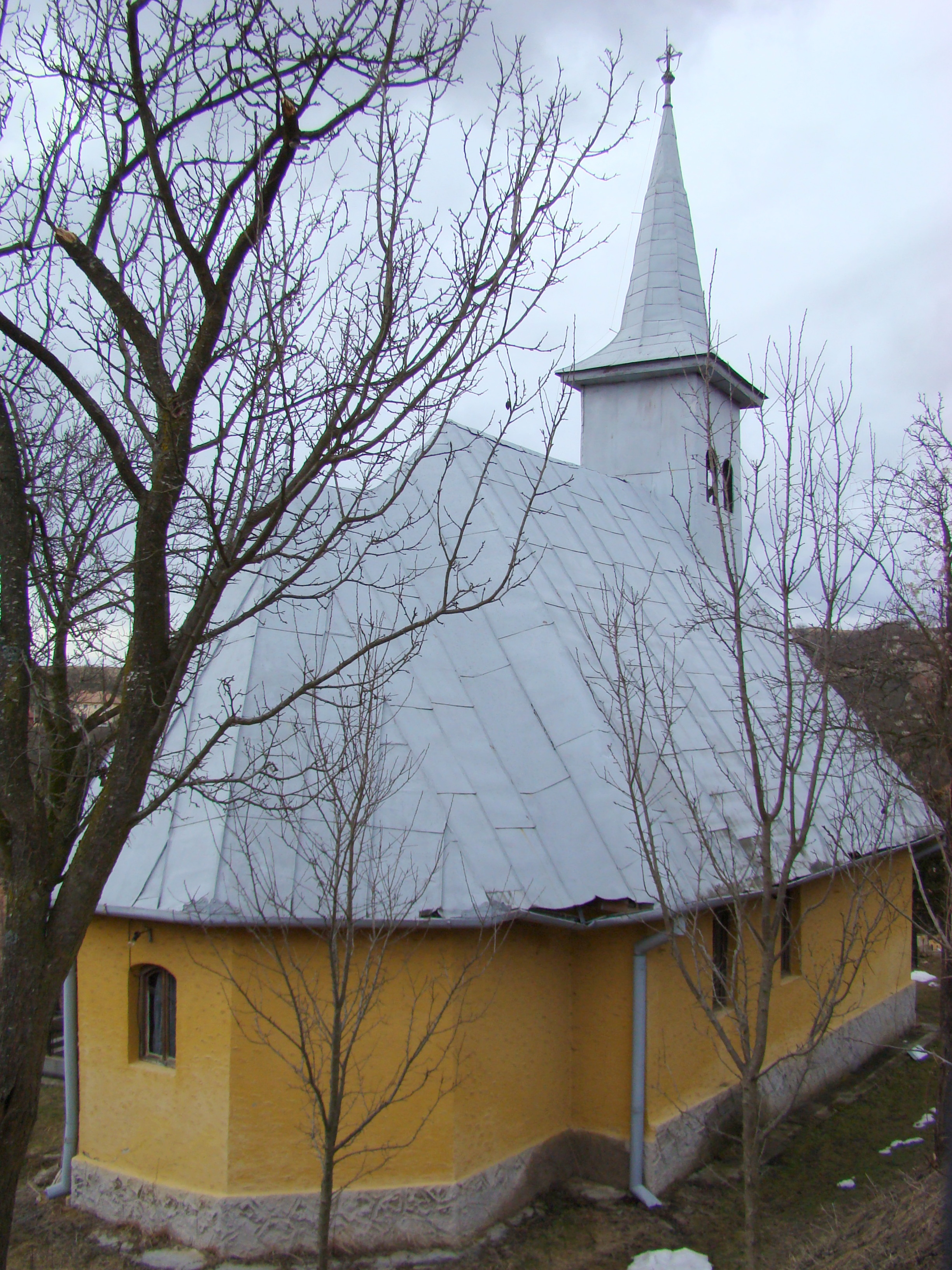
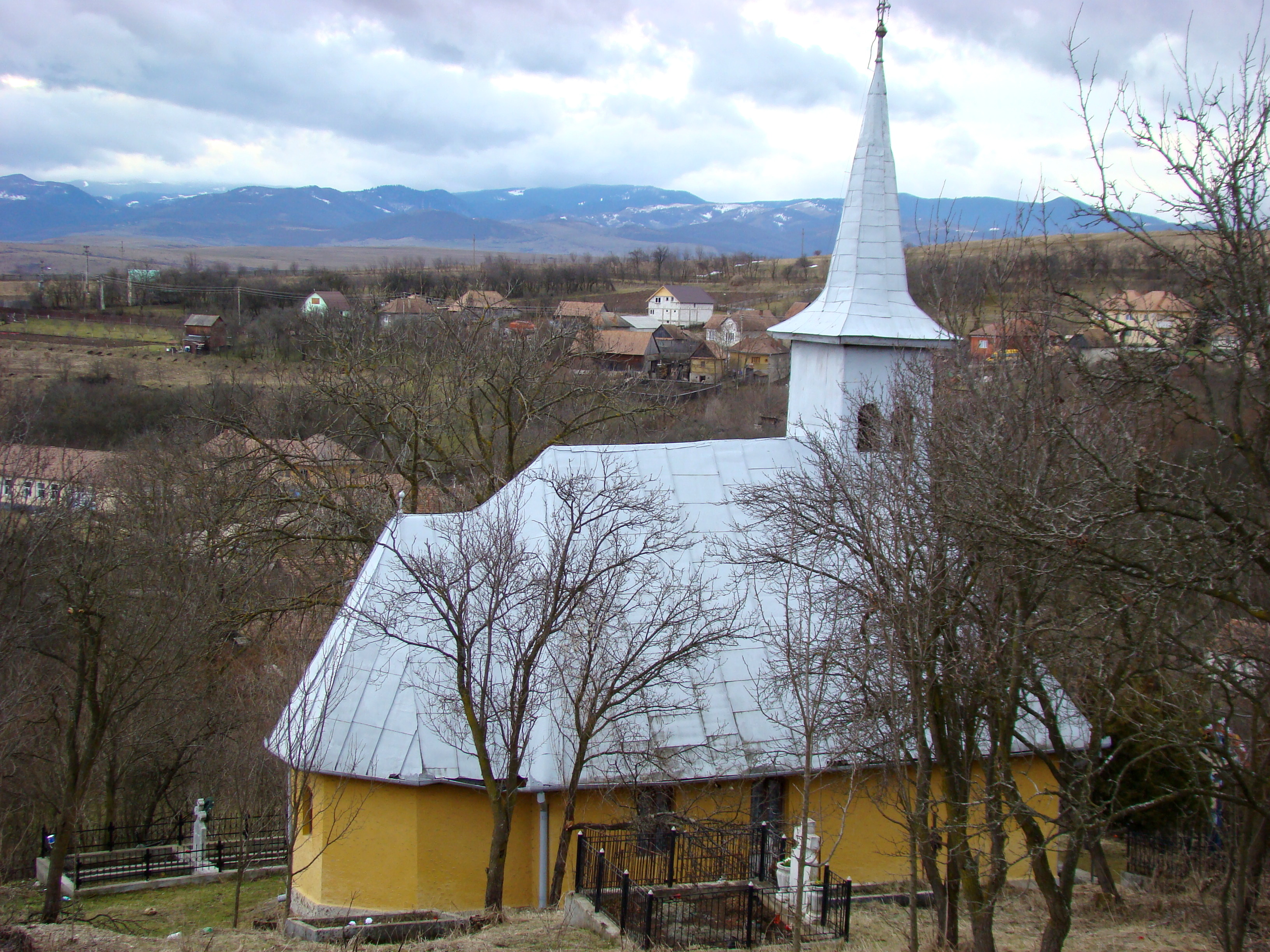
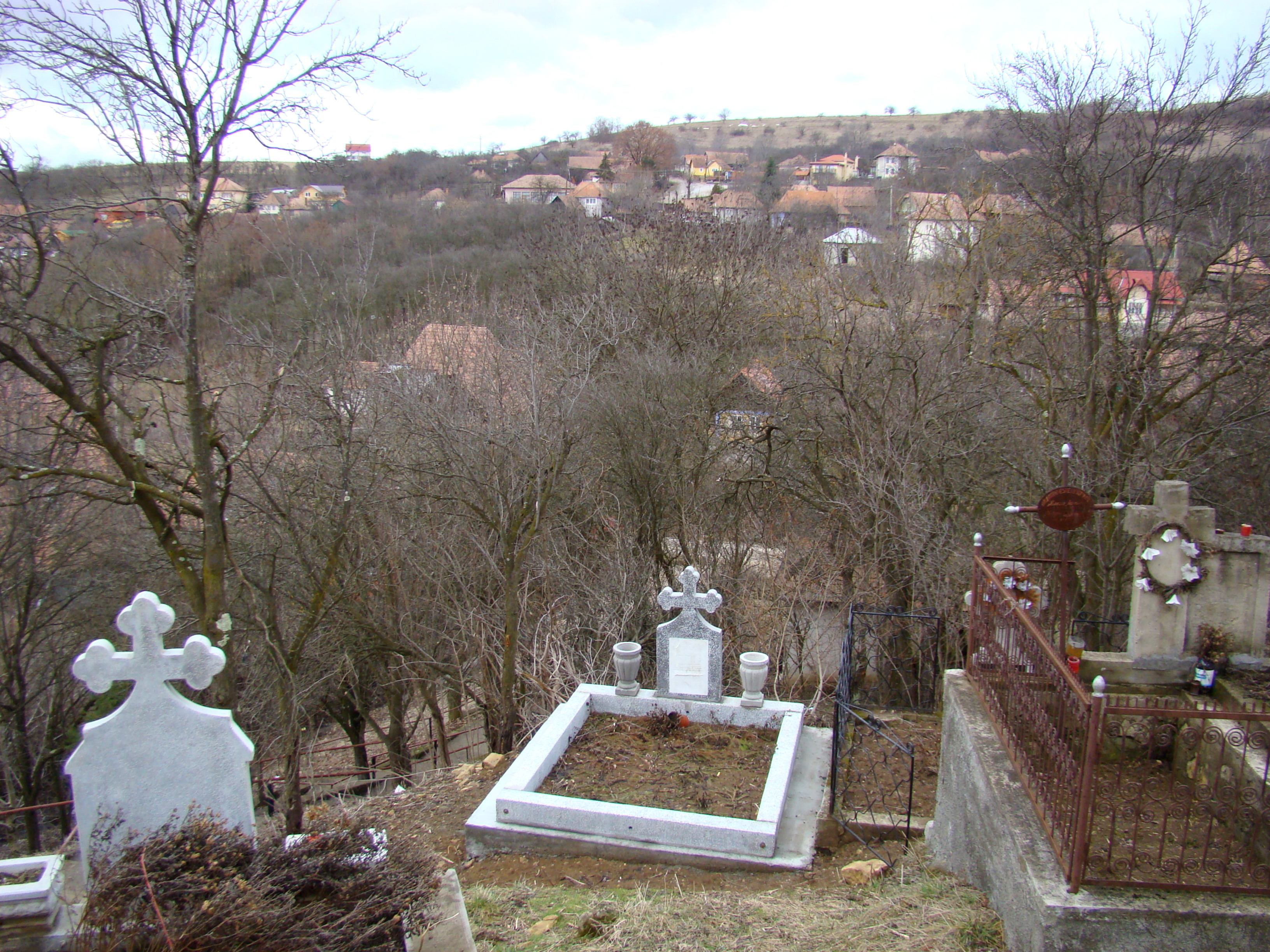
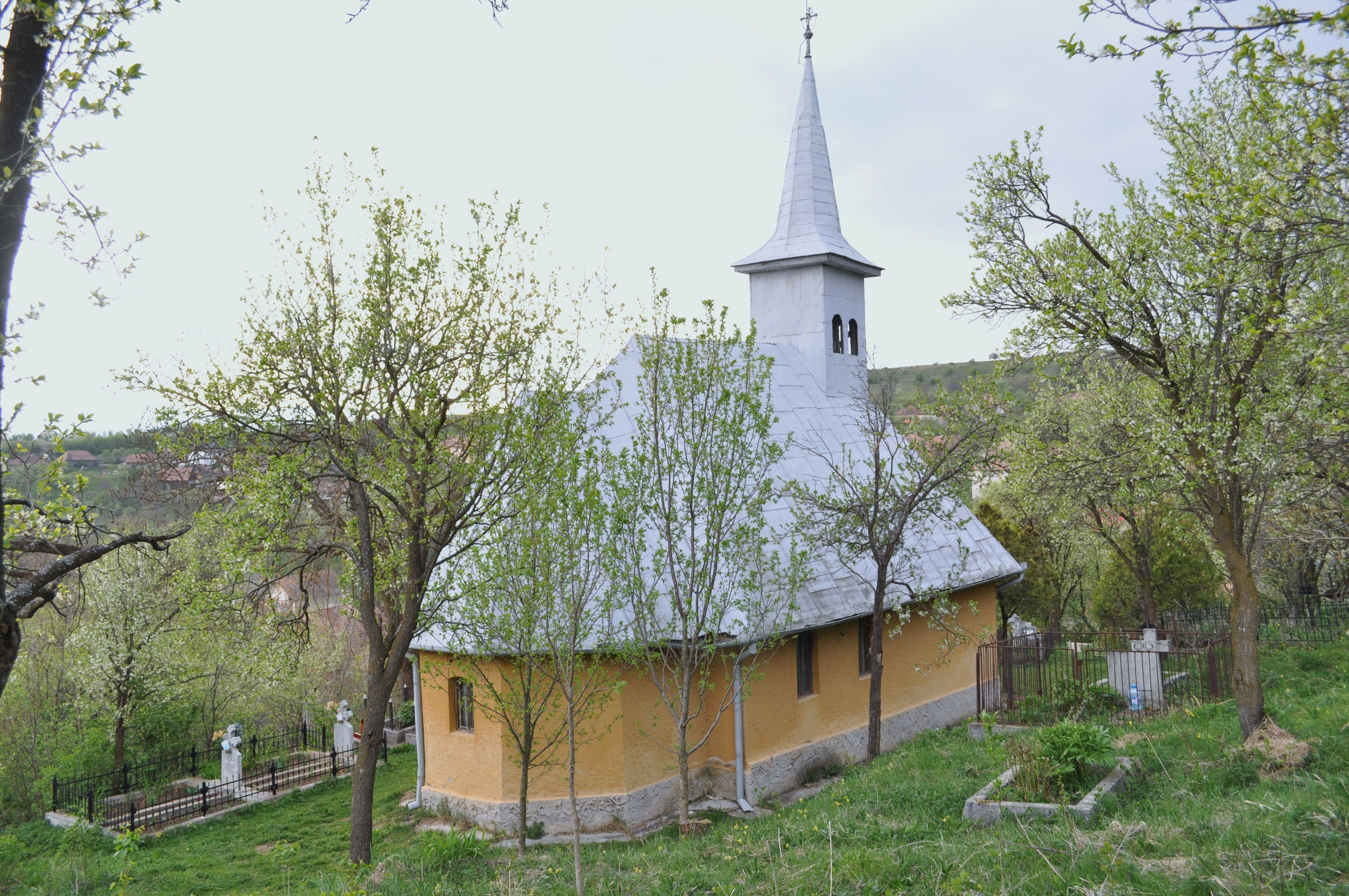
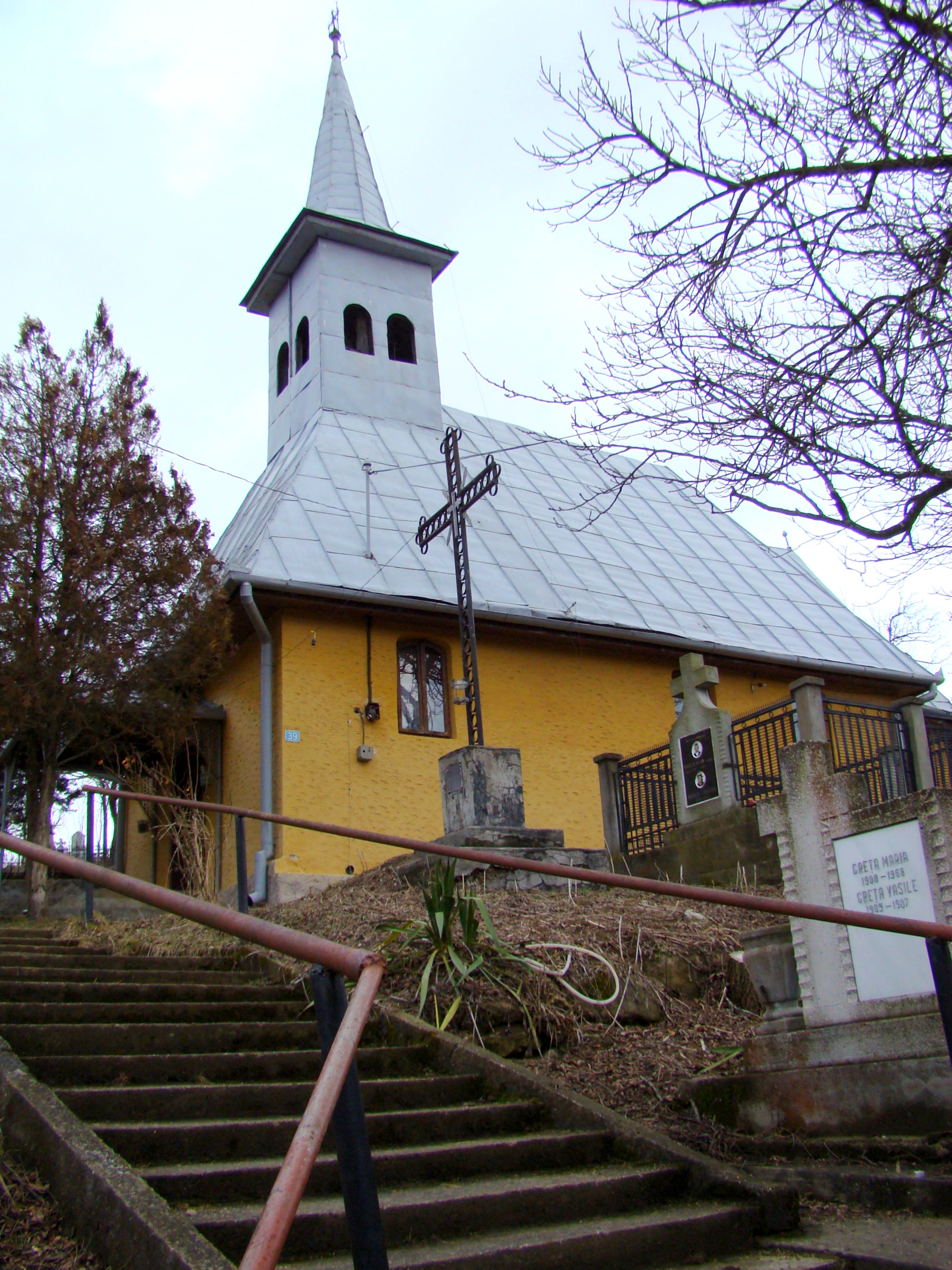

## Imagini din interior

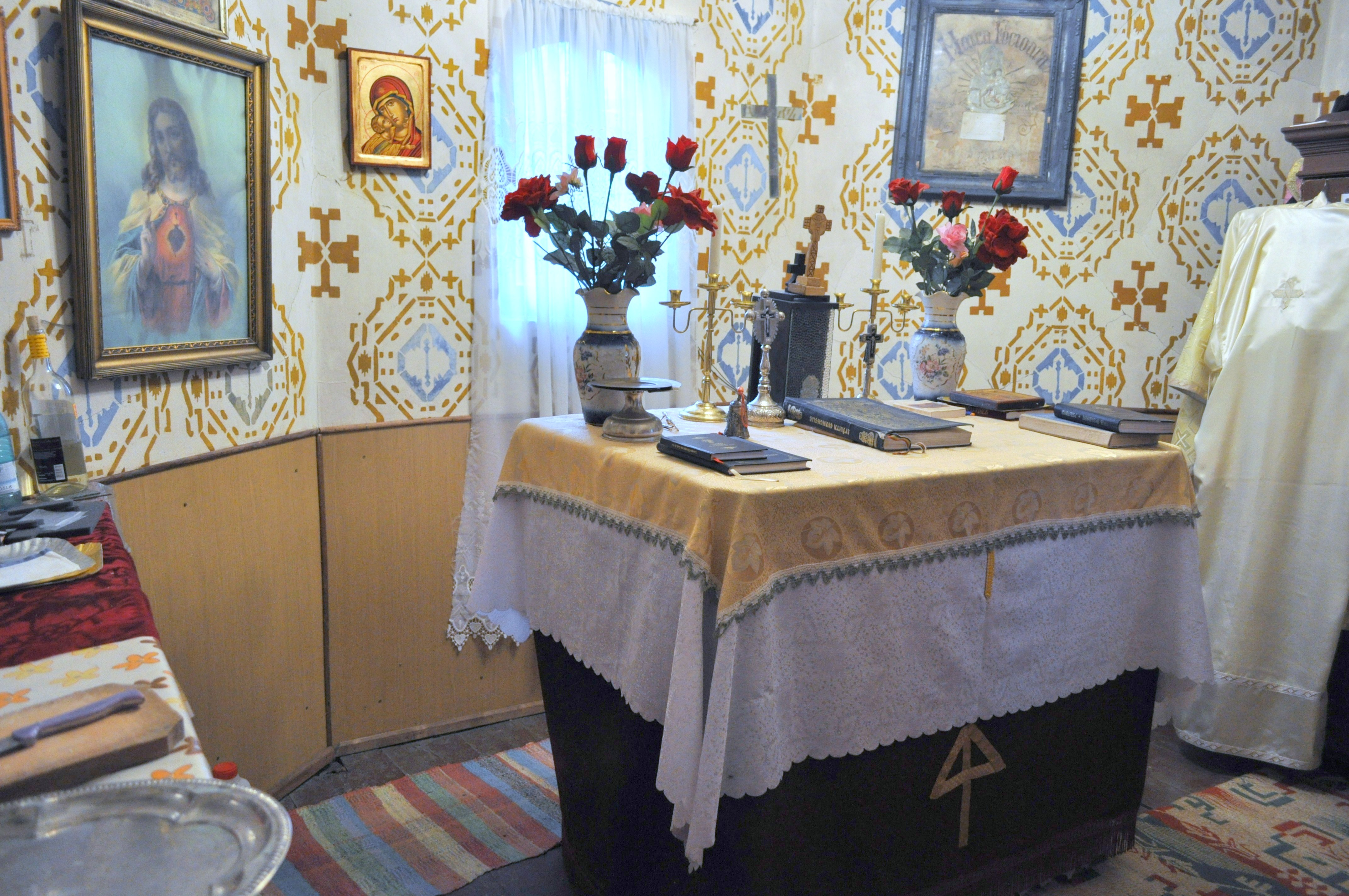
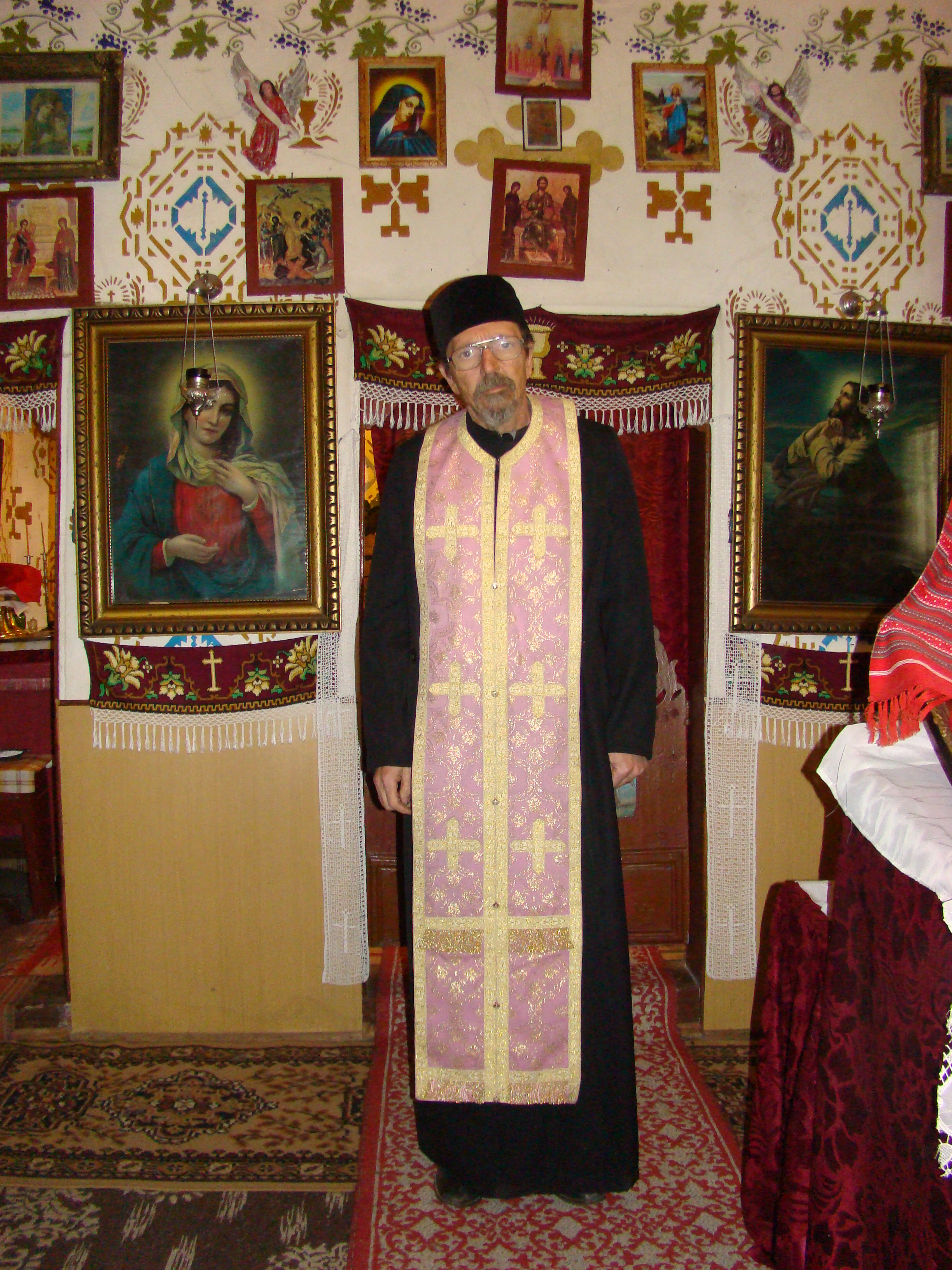
preotul paroh Iuliu Câmpeanu
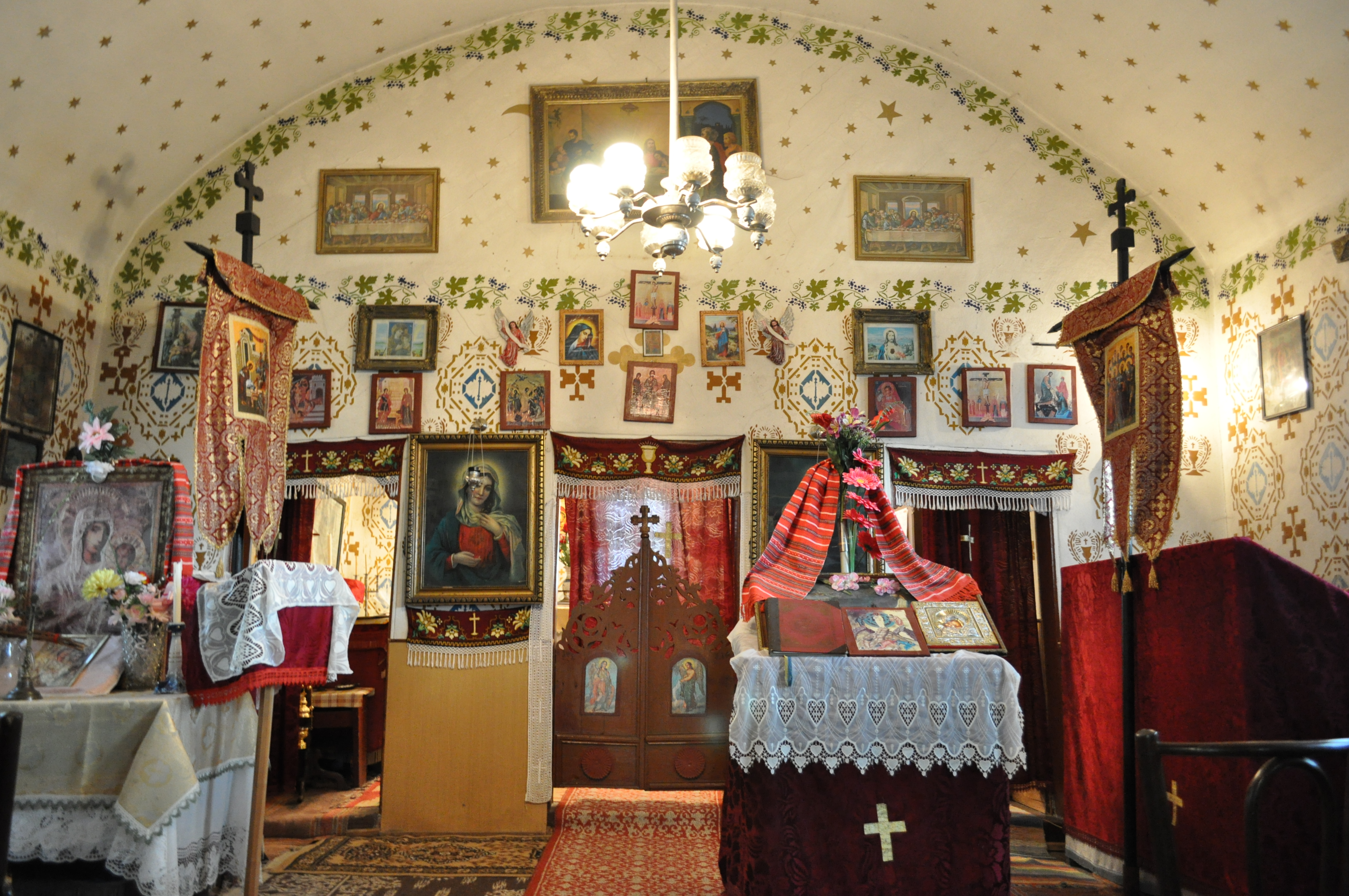
Interiorul navei
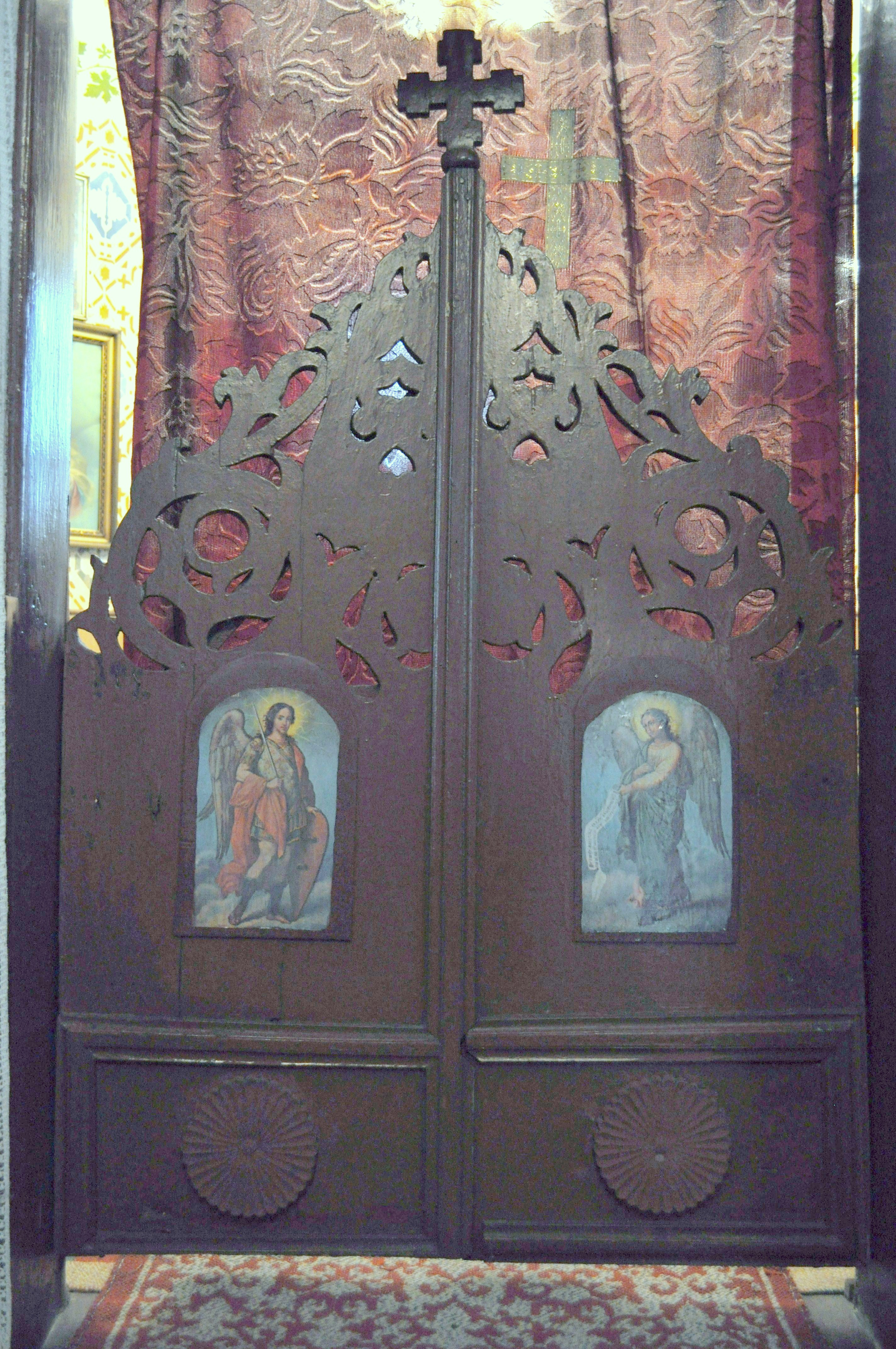
Ușile împărătești
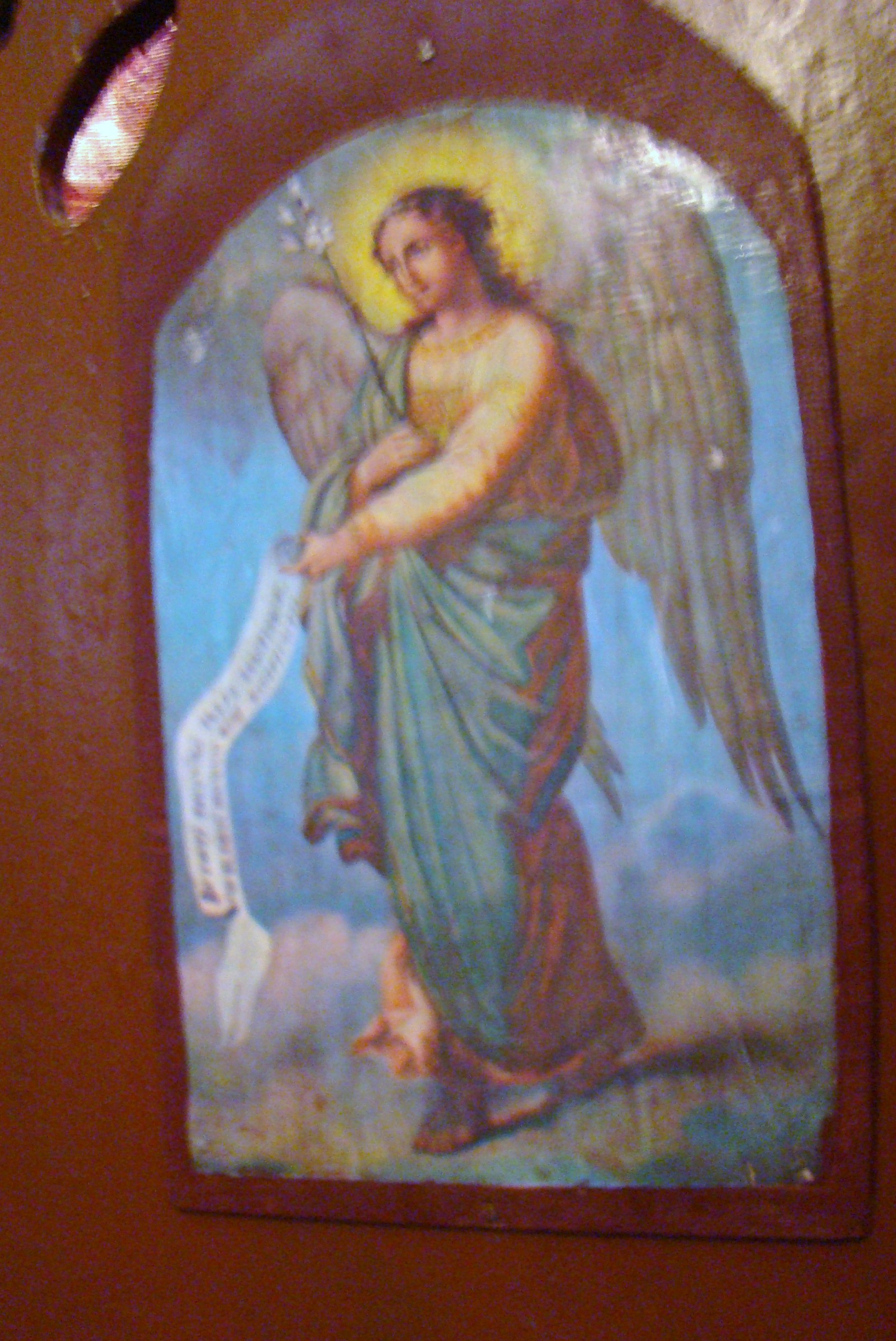
Ușile împărătești (detaliu)
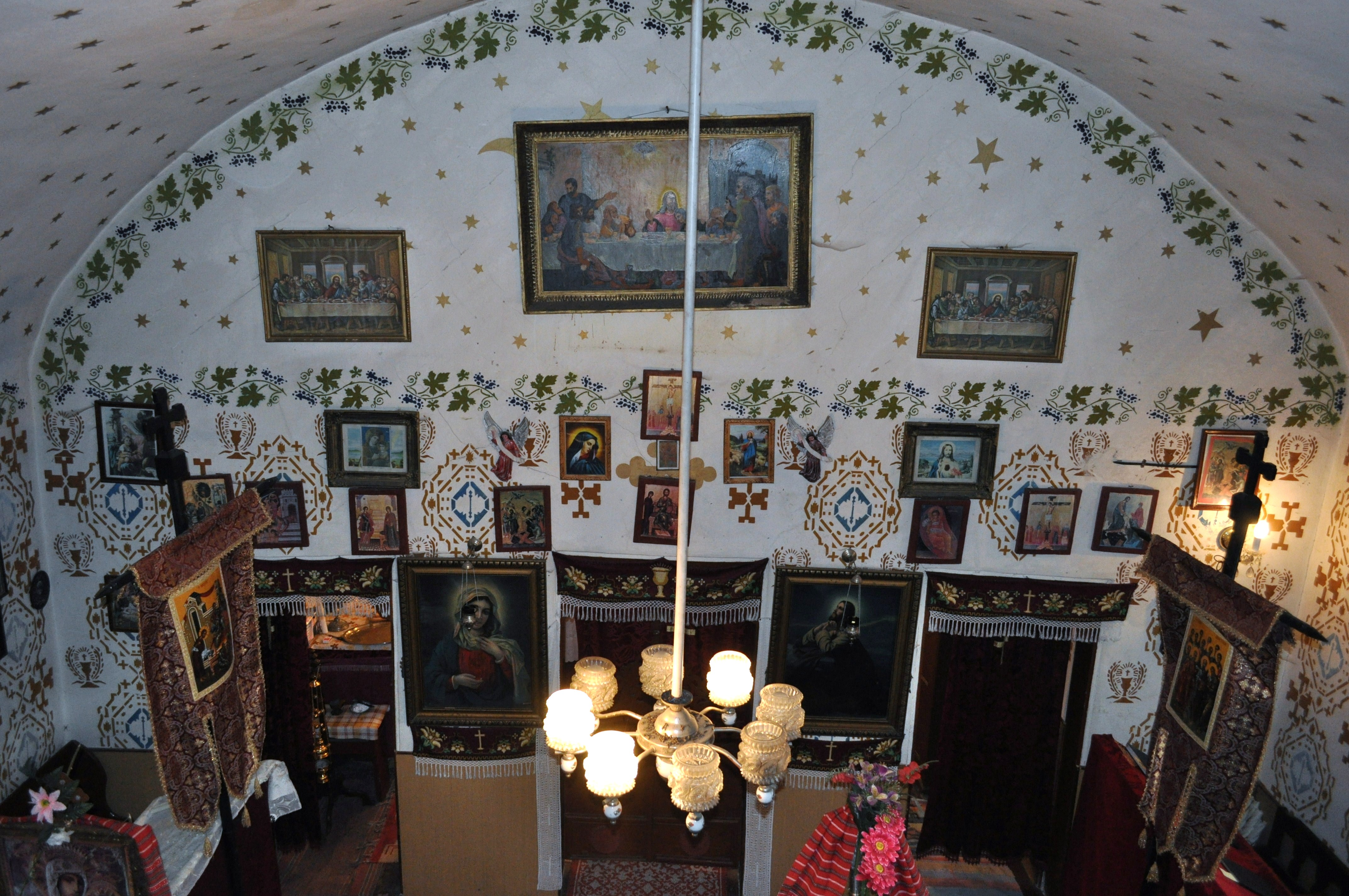
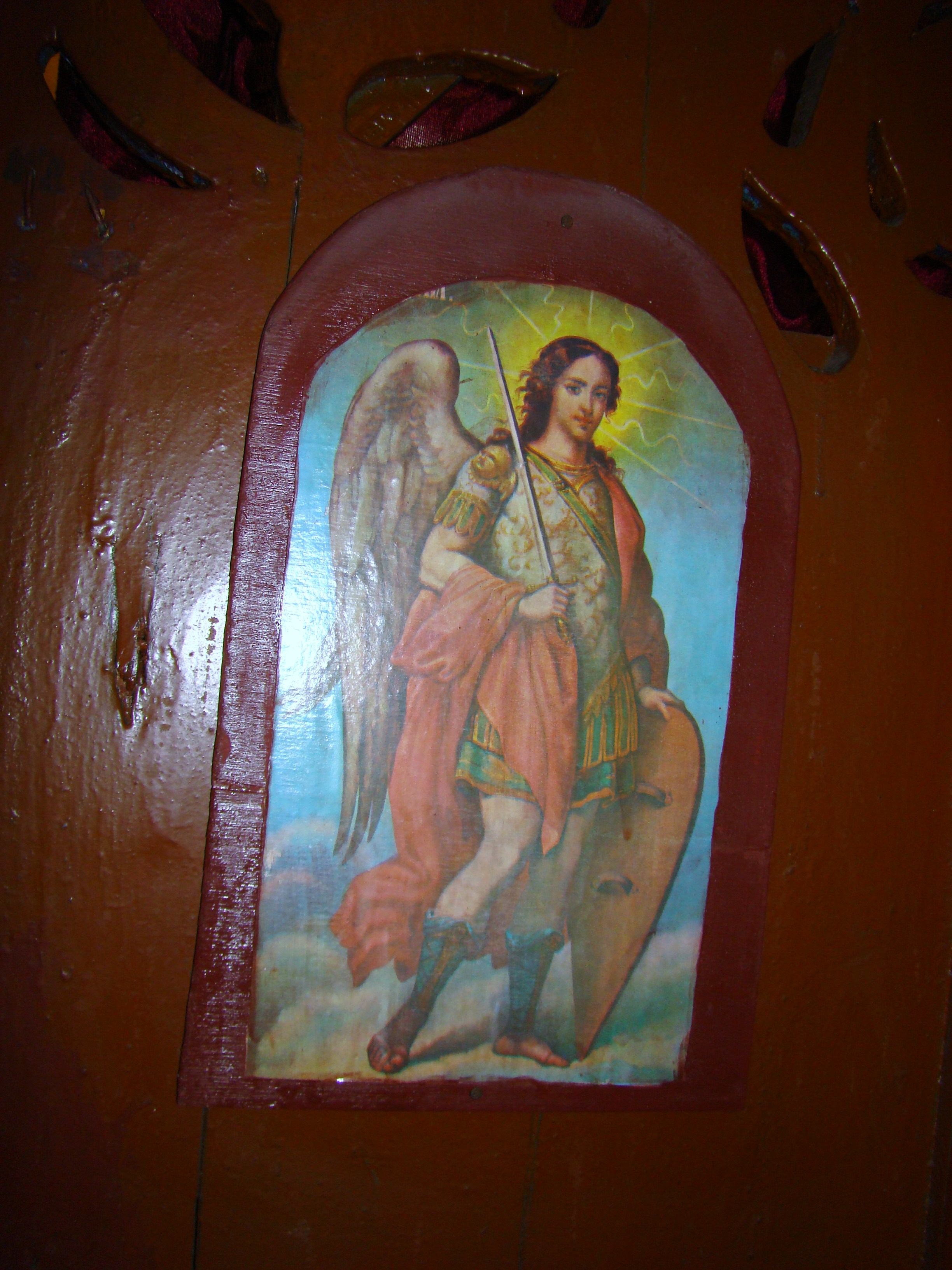
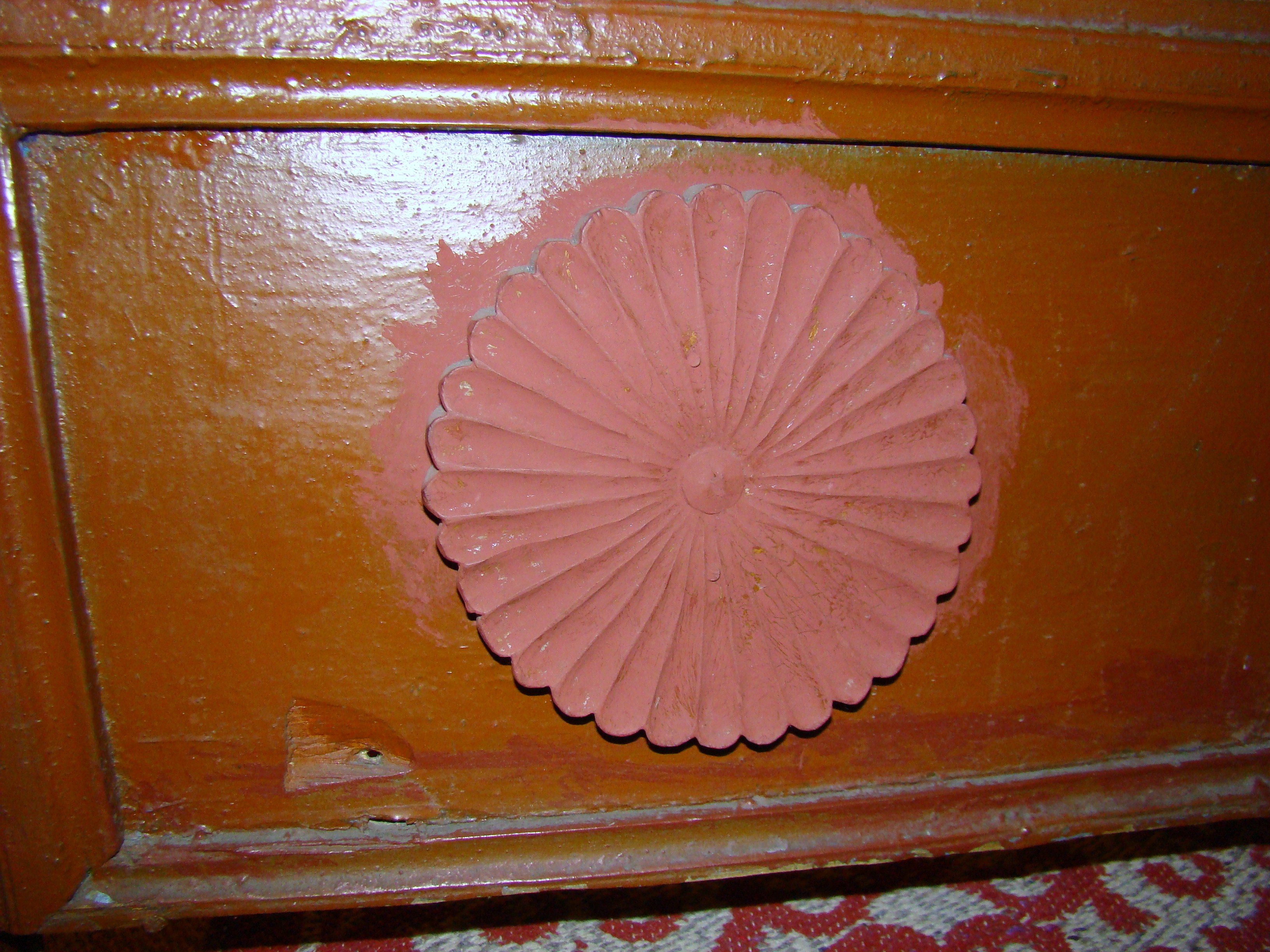
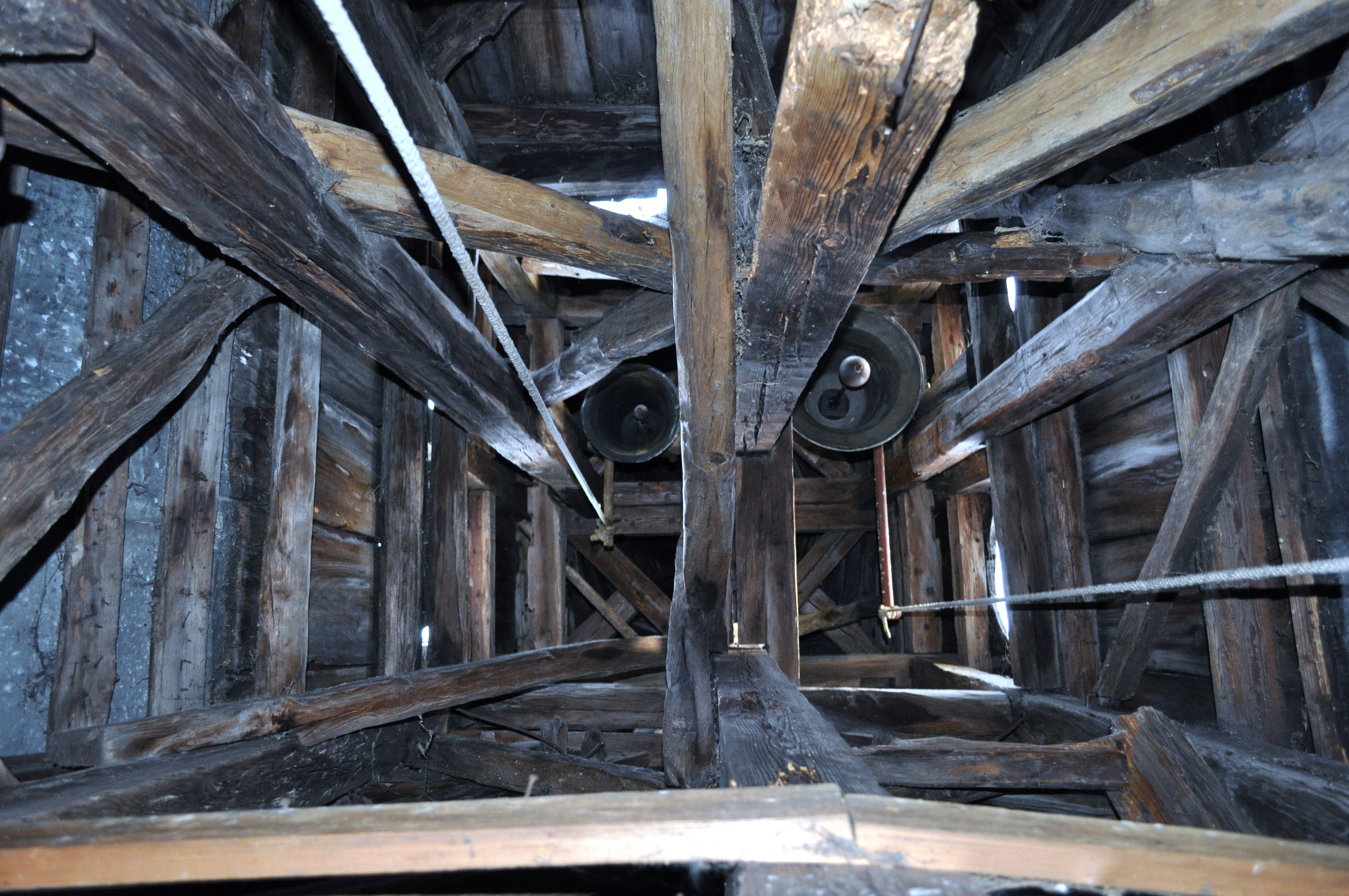
Clopotniţa
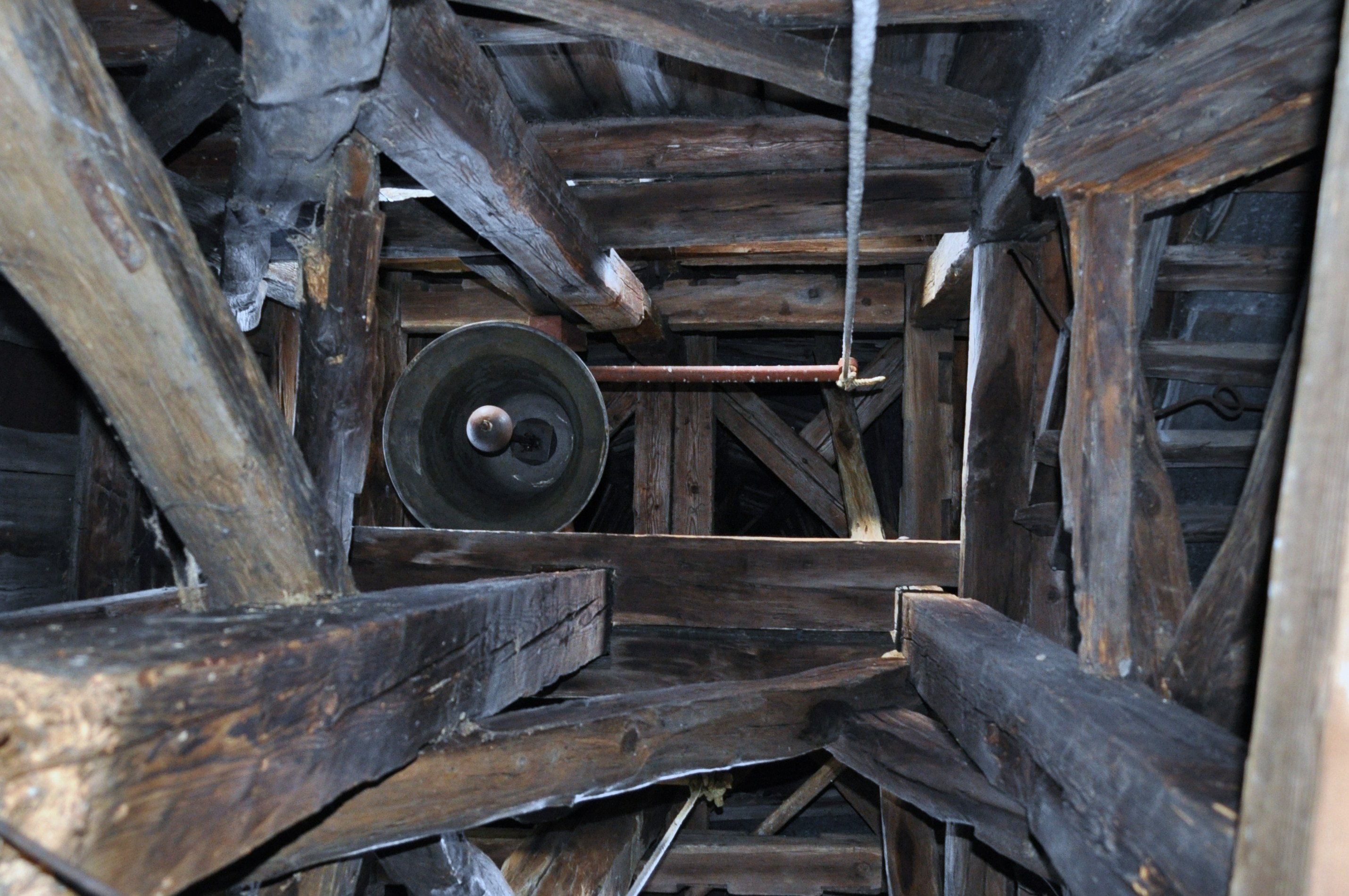
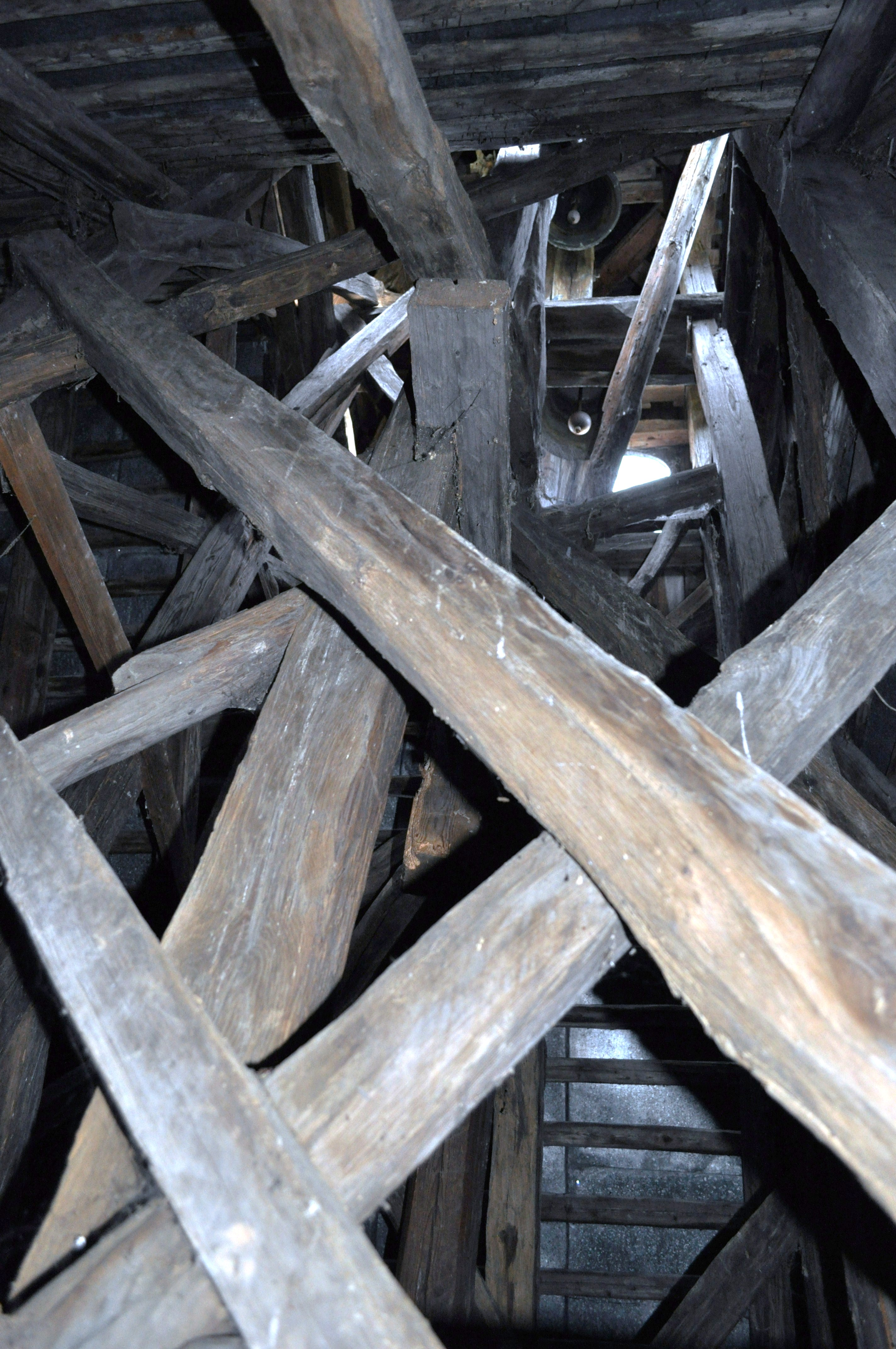